# Handball
« Hand » redirige ici. Pour les autres significations, voir Hand (homonymie) et Handball (homonymie).
Le handball (/(ʔ)ɑ̃dbal/ (h aspiré), de l'allemand : /ˈhantˌbal/ ) est un sport collectif où deux équipes de sept joueurs s'affrontent avec un ballon utilisé à la main en respectant plusieurs règles sur un terrain rectangulaire de dimensions 40 × 20 m, séparé en deux camps. L'équipe déclarée victorieuse est celle qui a marqué le plus de buts à la fin du temps imparti, soit deux périodes de 30 minutes (ou moins dans les catégories jeunes) voire d'éventuelles prolongations.
Aujourd'hui essentiellement disputé dans un gymnase à sept joueurs (six joueurs de champ et un gardien de but), il existe également des versions en extérieur : le handball à onze, version historique disputé sur gazon à onze joueurs jusque dans les années 1960, et le beach handball, disputé sur sable à quatre joueurs et créé au début du XXIe siècle.

## Étymologie
Le nom a été emprunté en 1912 à l'allemand : le substantif allemand se décompose avec Hand (« la main ») et Ball (« le ballon »), ce qui signifie littéralement « le ballon à la main », décrivant le ballon de handball lui-même. La prononciation en français européen /(ʔ)ɑ̃dbal/ est influencée par la prononciation allemande d'origine /ˈhantˌbal/  tandis que la prononciation en français canadien /(h)ɛndbɒl/ est plus proche de la prononciation en anglais nord-américain /ˈhændbɑl/ .

## Histoire du handball
Les premières traces de jeux similaires au handball remontent à la France médiévale.[réf. nécessaire] Le jeu moderne prend ses sources au XIXe siècle, au Danemark, sous le nom de håndbold. Dans les années 1900, un Irlandais du nom de Casey introduisit un jeu semblable au handball aux États-Unis. Il provoque un tel engouement qu'une compétition aurait même vu le jour en 1919 à Los Angeles. En Tchécoslovaquie, après la fin de la première guerre mondiale prenait naissance le hazena (en). Cependant, le handball est considéré comme un sport de conception danoise. Le Danois Holger Nielsen créa les premières règles du handball moderne (håndbold) en 1898. En 1919, le professeur allemand Carl Schelenz (de), de l'École normale germanique d'éducation physique de Leipzig, propose une adaptation du torball (sorte de « balle au but » pratiqué par les femmes allemandes) : il créa alors le handball à onze. En général, Schelenz est considéré comme le père du handball.

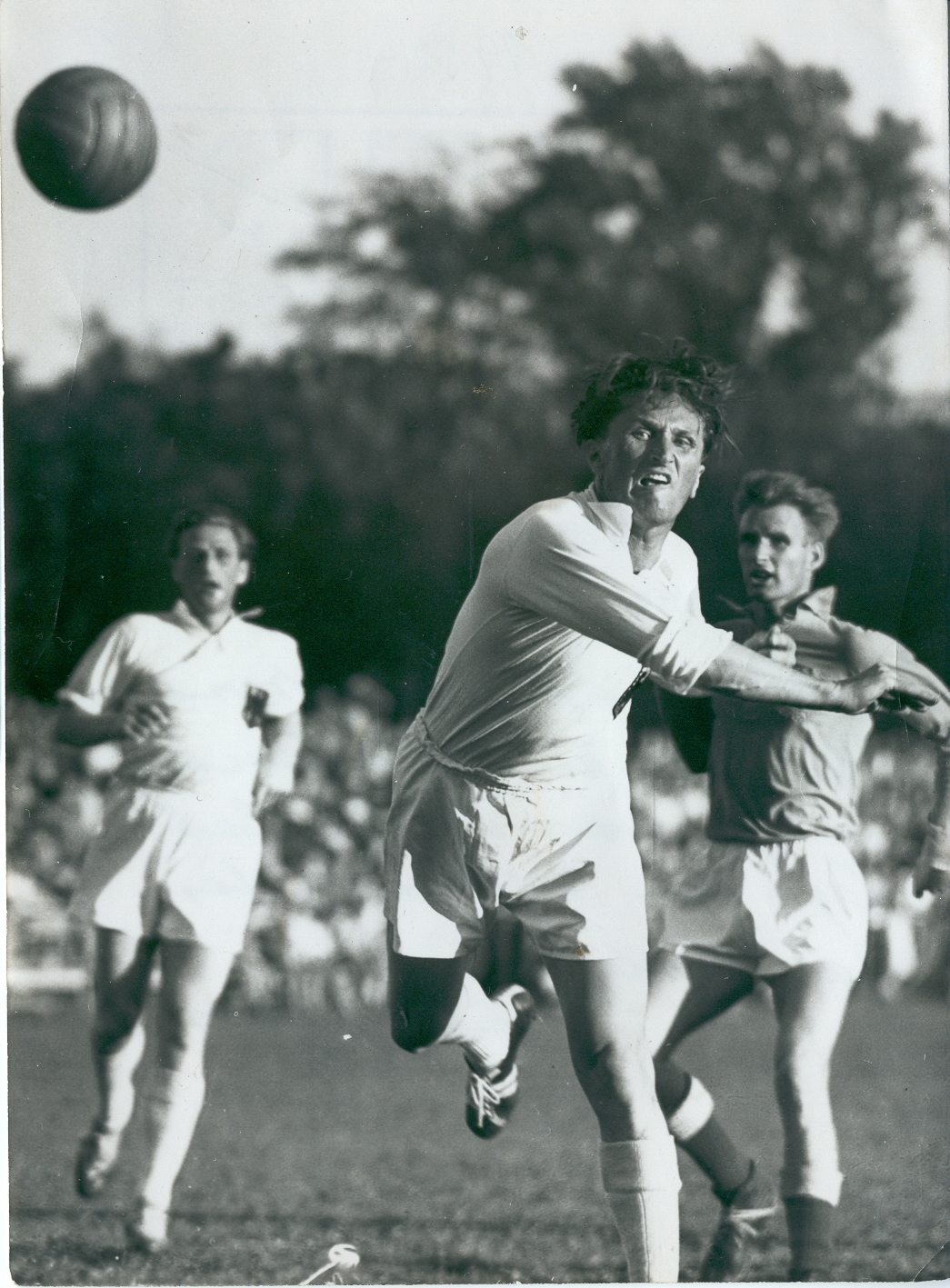
Bernhard Kempa, lors du Championnat du monde à onze en 1952.

Le jeu se pratique d'abord en extérieur, à 11 contre 11. Le handball à onze est ainsi introduit aux Jeux de Berlin en 1936. En 1938, deux championnats du monde sont organisés en Allemagne et remportés par l'Allemagne : un championnat à onze et un autre à sept, avec quatre équipes européennes (Allemagne, Autriche, Danemark, Suède). Le handball est très peu pratiqué avant la Seconde Guerre mondiale en France, mais en septembre 1941 on assiste à la mise en place, avec l'aide du régime de Vichy, d'une fédération française autonome. De plus, le handball fait son entrée dans les programmes du sport scolaire. La fédération est interdite et dissoute fin 1944 au titre de l'Ordonnance d'Alger du 2 octobre 1943 (Statut des groupements sportifs et de jeunesse, Journal officiel de la République française du 7 octobre 1943). Elle ne pourra renaître, après plusieurs enquêtes administratives et financières, qu'en juillet 1952. La Fédération internationale de handball est quant à elle fondée en 1946.

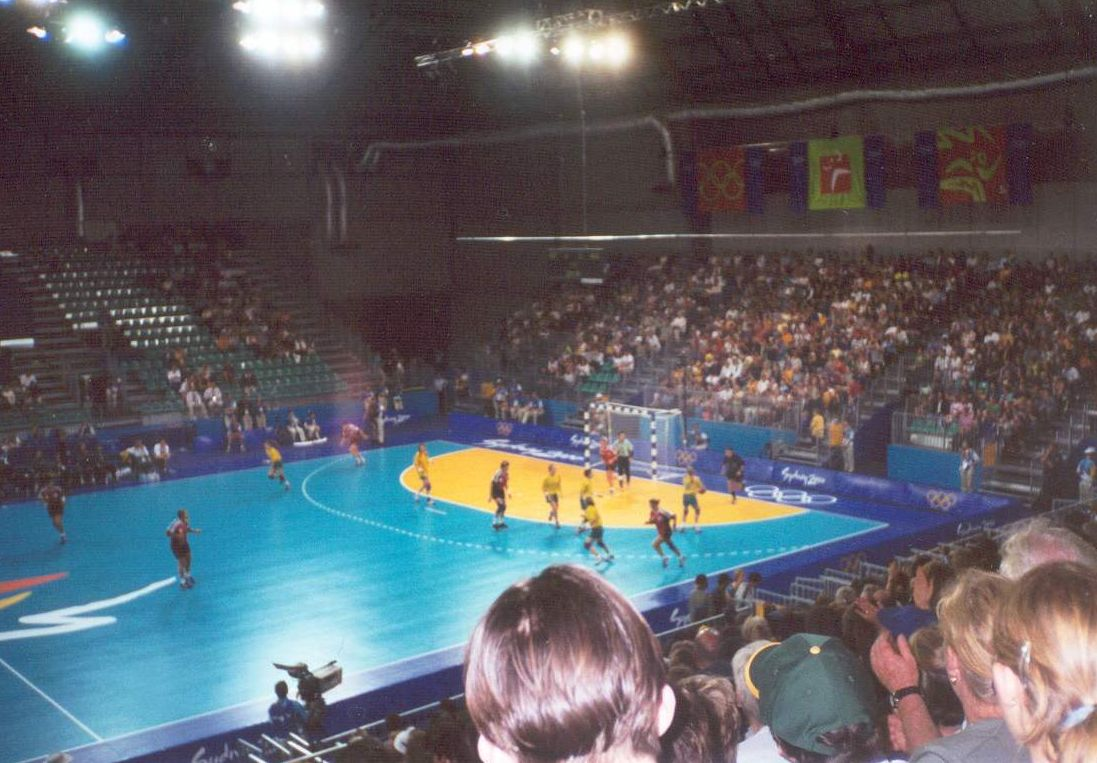
Jeux olympiques de Sydney en 2000.

Dans les années 1960, le handball à onze est progressivement abandonné au profit du handball à sept joueurs et le dernier championnat du monde à 11 a lieu en 1966. Si certaines compétitions ou matchs continuent à être joués en extérieur, le handball investit peu à peu les gymnases. Le handball est admis au programme olympique masculin en 1972 et les femmes entrent en 1976. Le handball est longtemps considéré comme un sport de complément, pratiqué l'hiver au chaud dans les gymnases. Puis, rapidement, on assiste à une véritable progression du handball jusqu'au niveau actuel, notamment grâce aux substrats actifs du milieu scolaire. Le handball doit donc beaucoup aux milieux scolaire et universitaire et tient aujourd'hui encore une place importante dans les programmes de l'Éducation nationale en France.

## Principes
Au handball, le but du jeu est de faire entrer le ballon dans le but adverse plus de fois que son adversaire en utilisant uniquement les mains pour manipuler le ballon. Le principe est de dribbler avec le ballon ou de faire une passe à un coéquipier. Une fois qu'il a le ballon en main, le joueur peut avancer en dribblant mais ne peut effectuer que trois pas sans dribbler et ne peut garder le ballon plus de trois secondes s'il reste immobile.

### Généralités
Une rencontre oppose deux équipes et se déroule généralement en deux mi-temps de 30 minutes, séparées par une pause de 10 minutes. Une équipe comprend jusqu'à 14 joueurs et sur l'aire de jeu, ne peuvent se trouver en même temps que 7 joueurs, les autres joueurs étant remplaçants. Toutefois, les fédérations internationale (IHF), continentales et nationales ont la possibilité d'alléger la règlementation pour permettre d'inscrire 16 joueurs par équipe sur la feuille de match. Le nombre de remplacements en cours de match est illimité.
Une équipe est en temps normal constituée d'un gardien de but et de six joueurs de champ, répartis la plupart du temps en deux ailiers (droit et gauche), deux arrières (droit et gauche), un demi-centre (ou arrière-central) et un pivot (cf. section postes).
Les statistiques montrent qu'entre la fin du XXe siècle et 2003, lors des compétitions internationales le nombre de buts marqués a significativement augmenté. Les matchs enregistrant 30 buts ou plus par équipe sont de plus en plus fréquents. La compétence des gardiens semblait donc alors grandir moins vite que celle des tireurs.

### Terrain

Dimensions d'un terrain de handball

#### Aire de jeu
L'aire de jeu est un rectangle de longueur de 40 mètres et de largeur 20 mètres comprenant une surface de jeu et deux surfaces de but. Les grands côtés sont appelés lignes de touche ; les petits lignes de but (entre les montants) ou lignes de sortie de but. Une zone de sécurité devrait entourer l'aire de jeu. Sa largeur est au moins d'un mètre le long de la ligne de touche et de deux mètres derrière la ligne de sortie de but. Il n'est pas autorisé de modifier les caractéristiques de l'aire de jeu pendant le match de sorte à avantager une seule équipe.

#### But
Le but est placé au milieu de chaque ligne de sortie de but. Les buts doivent être solidement fixés au sol ou aux murs derrière eux (s'il y en a). Ils ont une hauteur interne de 2 mètres et une largeur de 3 mètres. Les montants du but sont reliés à une traverse. Leur arête postérieure est alignée sur le côté postérieur de la ligne de but. Les montants et la traverse doivent présenter une section carrée de 8 cm. Ils doivent être peints sur les trois faces visibles du côté de l'aire de jeu en deux couleurs contrastantes (généralement rouge et blanc), se détachant nettement de l'arrière-plan. Le but doit être muni à l'arrière d'un filet suspendu de telle sorte que le ballon qui entre dans le but ne puisse rebondir ou ressortir immédiatement. Un but est marqué si la balle du tireur passe derrière la ligne du but. Les buts sont situés à chaque extrémité du terrain.

#### Lignes
La ligne de but est tracée entre les poteaux d'un but ,elle fait 3 mètres de long. La ligne extérieure (ligne arrière ou ligne de sortie de but) prolonge la ligne de but au fond du terrain, de façon que le but se situe au milieu de la ligne , les deux lignes extérieures délimitent le terrain en longueur (40 mètres). Les lignes latérales (lignes de touche) délimitent la largeur du terrain (20 mètres). La ligne médiane relie les milieux des lignes de touche. Ces lignes sont continues.
Devant chaque but se trouve la surface de but (appelée aussi « zone »). Elle est délimitée par la ligne de surface de but (ligne des six mètres), tracée de la façon suivante : une ligne de 3 mètres de long, parallèle à la ligne de but et éloignée de 6 mètres du but, et deux quarts de cercle de 6 mètres de rayon chacun qui relient la ligne de 3 mètres de long à la ligne extérieure.La ligne est continue.
La ligne de limitation du gardien de but (ligne des quatre mètres) est une ligne de 15 cm de long tracée parallèlement devant le but, à une distance de 4 mètres. Le gardien peut avancer jusqu'à cette ligne pour se défendre d'un jet de 7 mètres (équivalent du "pénalty" au football), tiré pour l'occasion depuis la ligne de tir (ligne des sept mètres) : une ligne de 1 mètre de long parallèle à la ligne de but, placée à 7 mètres du but. La ligne de jet franc (ligne des neuf mètres) est une ligne discontinue, tracée à 3 mètres de la ligne de surface de but, et donc à 9 mètres du but. Les traits de la ligne de jet franc, ainsi que les intervalles, mesurent 15 cm. La ligne de changement (une partie de la ligne de touche) de chaque équipe s'étend de la ligne médiane à une distance de 3,5 mètres de celle-ci. L'extrémité de cette ligne de changement est marquée par une ligne parallèle à la ligne médiane. Cette ligne se prolonge de 15 cm sur l'aire de jeu et de 15 cm hors de l'aire de jeu (donc seuls ces 30 cm de part et d'autre de la ligne sont visibles).
Toutes les lignes tracées sur l'aire de jeu font partie intégrante de la surface qu'elles délimitent. Les lignes de but doivent présenter une largeur de 8 cm entre les montants du but, alors que toutes les autres lignes ont une largeur de 5 cm.
Les lignes séparant deux zones adjacentes peuvent être remplacées par une différence de couleur entre les zones adjacentes du sol.

### Ballon de handball

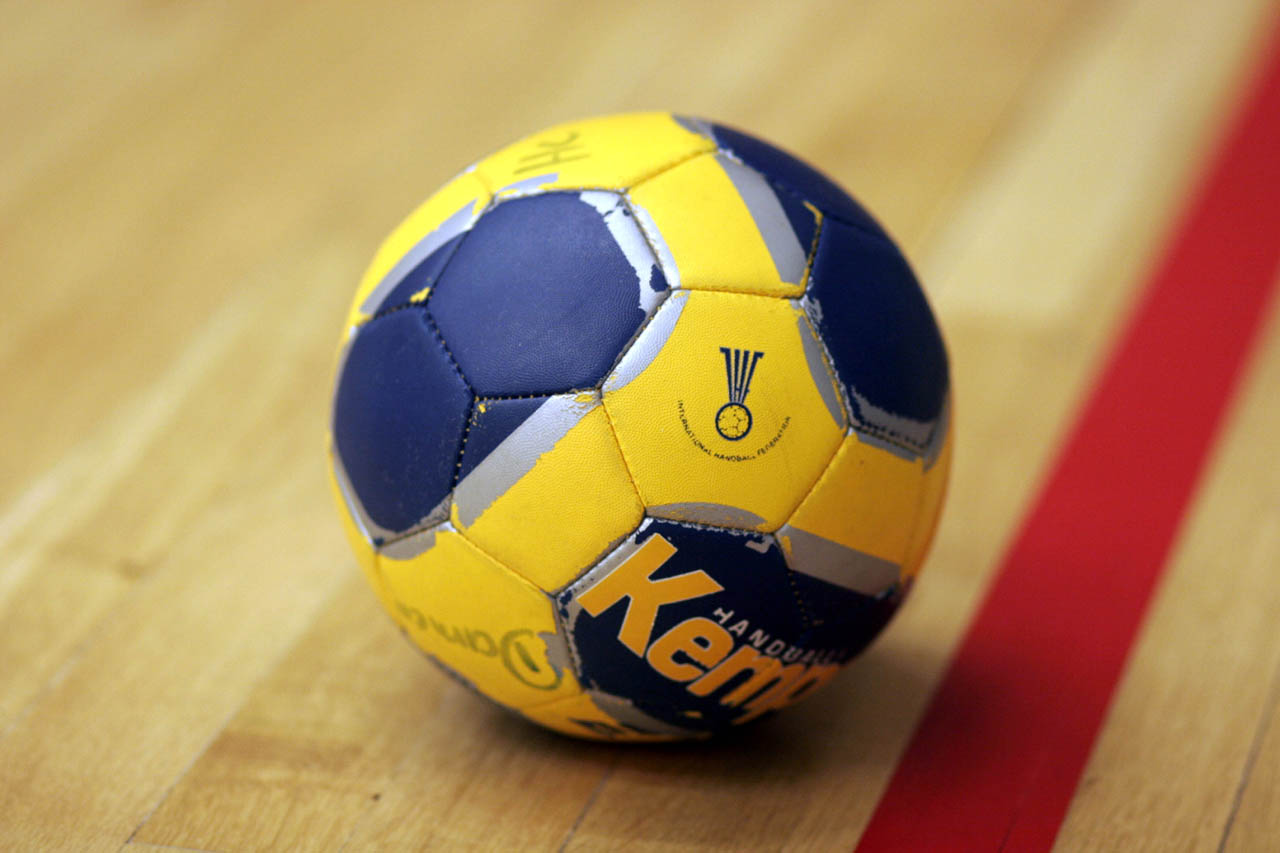
Un ballon de handball.

Le jeu se pratique avec un ballon sphérique constitué d'une enveloppe de cuir ou de matière synthétique. Les dimensions des ballons, c'est-à-dire la circonférence et le poids, varient selon les différentes catégories d'équipe :
- Ballons de handball joués avec de la résine[17] :
  - 58 à 60 cm de circonférence et de 425 à 475 g (Dimension IHF 3) pour les équipes masculines et la jeunesse masculine (au-dessus de 16 ans) ;
  - 54 à 56 cm de circonférence et de 325 à 375 g (Dimension IHF 2) pour les équipes féminines et la jeunesse féminine (au-dessus de 14 ans) et la jeunesse masculine (12 à 16 ans) ;
  - 50 à 52 cm de circonférence et de 290 à 330 g (Dimension IHF 1) pour les équipes de la jeunesse féminine (8 à 14) et la jeunesse masculine (8 à 12 ans) ;
- Ballons de handball joués sans résine :
  - 55,5 à 57,5 cm de circonférence et de 400 à 425 g (Dimension IHF 3) pour les équipes masculines et la jeunesse masculine (au-dessus de 16 ans) ;
  - 51,5 à 53,5 cm de circonférence et de 300 à 325 g (Dimension IHF 2) pour les équipes féminines et la jeunesse féminine (au-dessus de 14 ans) et la jeunesse masculine (12 à 16 ans) ;
  - 49 à 51 cm de circonférence et de 290 à 315 g (Dimension IHF 1) pour les équipes de la jeunesse féminine (8 à 14) et la jeunesse masculine (8 à 12 ans) ;
- Ballons de handball pour joueurs débutants
  - 46 à 48 cm de circonférence et de 255 à 280 g de poids (Dimension IHF 0) pour les enfants (en dessous de huit ans) ou pour les joueurs débutants dans différentes catégories d'équipe ;
  - 44 à 46 cm de circonférence et de 165 à 190 g de poids (Dimension 00) pour les enfants et les autres joueurs débutants ;
  - 46 à 48 cm de circonférence et de 190 à 225 g de poids (balles molles non gonflables ou ballons mousse) pour les enfants et les autres joueurs débutants.

Pendant leur utilisation, les ballons de handball doivent conserver leur poids, leur forme et leur capacité de rebond.

### But du jeu

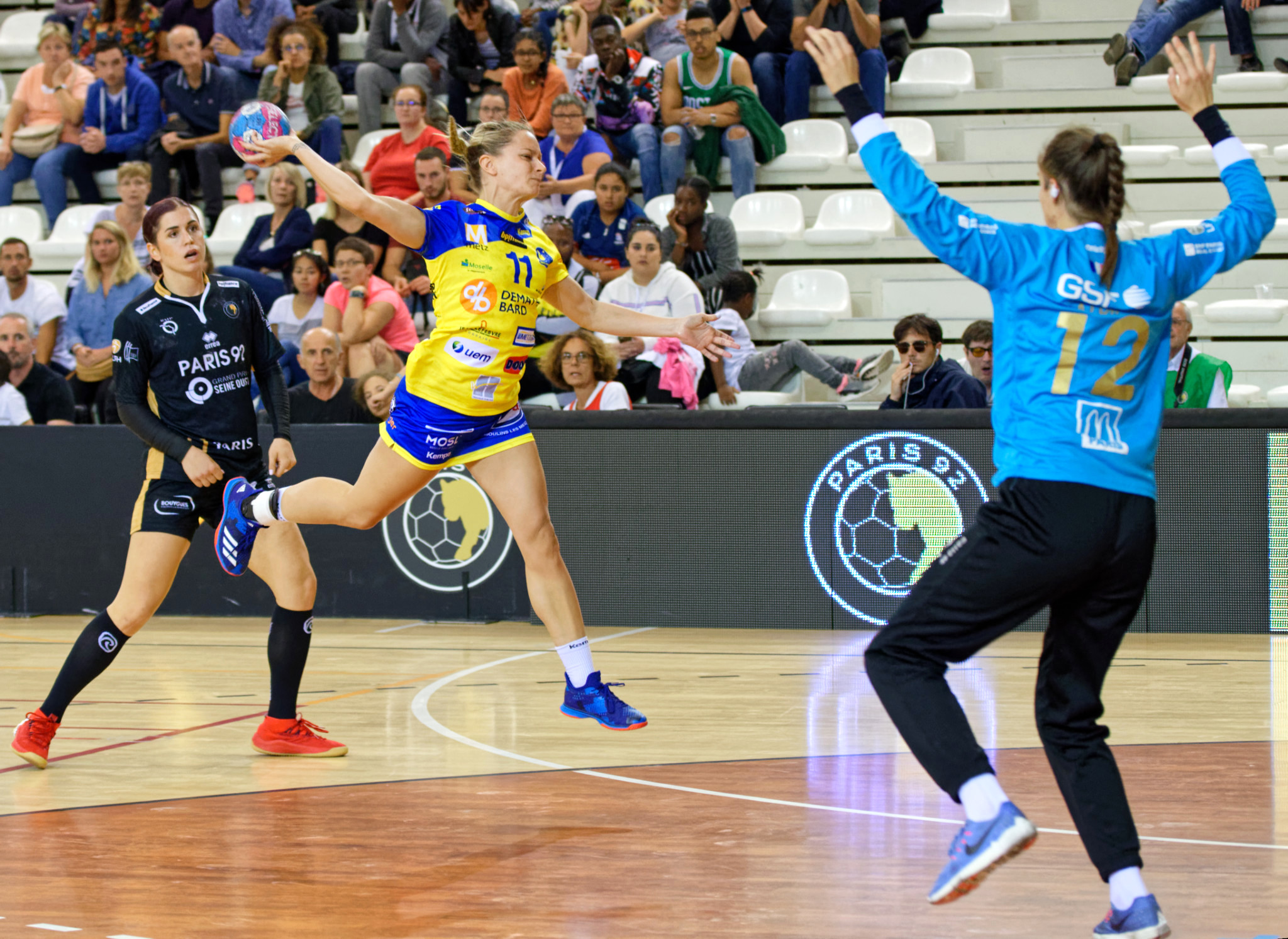
Face-à-face entre la tireuse et la gardienne.

L'équipe gagnante est celle qui comptabilise le plus de buts à la fin du temps réglementaire (60 minutes). Chaque but s'obtient en faisant pénétrer le ballon dans la cage du but adverse (entre les poteaux et derrière la ligne de but), avec les contraintes principales suivantes :
- lorsqu'un joueur de champ touche physiquement (par exemple, du pied) le terrain à moins de 6 mètres des buts (zones appelées « surfaces de but » et matérialisées au sol par une ligne limitrophe et éventuellement une couleur différente), il n'a pas le droit d'être en contact avec le ballon,
- chaque but est protégé par un gardien dans cette surface de but,
- le ballon est manipulé par les joueurs à la main ; les déplacements « ballon en main » sont limités à trois pas, sauf en cas de dribble.

L'attaquant a donc le droit de sauter au-dessus de la surface de but et effectuer son tir avant de retoucher le sol, afin d'être plus près du but. Les matchs sont généralement dirigés par deux arbitres (à partir du niveau régional) aidés par un chronométreur et un secrétaire. Ces derniers forment la « table de marque ».

#### Manipulation du ballon
Au handball, les joueurs de champ jouent le ballon (dont la taille varie selon les différentes catégories d'âges et de sexes) avec les mains. Est considéré comme faute tout ballon touchant intentionnellement une partie du corps inférieure aux genoux. Seul le gardien, lorsqu'il est dans sa zone, a la possibilité de contrer le ballon avec n'importe quelle partie du corps, mais il n'a pas le droit de jouer le ballon au pied. Il est interdit à un de ses équipiers de passer la balle au gardien si ce dernier est encore dans sa zone lorsque le ballon est en jeu, sous peine de jet franc aux neuf mètres pour l'adversaire.
Les joueurs peuvent dribbler avec le ballon. La saisie du ballon par les deux mains à la fois stoppe le dribble : le joueur ne peut pas garder la balle dans les mains plus de 3 secondes et doit alors faire au maximum trois pas, tirer ou faire une passe. Si le joueur se remet à dribbler, cela est considéré comme une « reprise de dribble » et la balle est rendue à l'adversaire. Le dribble doit toujours se faire avec la main au-dessus et pas sur le côté par en dessous (comme au basket-ball), cela est considéré comme une « portée de balle ».
Lorsqu'une équipe fait tourner la balle sans intention d'attaquer, les deux arbitres lèvent le bras pour demander aux joueurs concernés d'attaquer. Si l'équipe attaquante ne tient pas compte de l'avertissement, et que le ballon recule, le « jeu passif » est validé et le ballon rendu aux défenseurs. Si le ballon touche le poteau, est renvoyé par le gardien ou si une sanction est donnée contre la défense, l'avertissement de jeu passif est enlevé. Les arbitres ont aussi la possibilité de siffler un jeu passif sans avertissement lorsqu'ils considèrent que le refus de jeu est flagrant.

#### Sorties de terrain
Par une ligne latérale : l'équipe qui a touché le ballon en dernier concède une touche à l'équipe adverse. La remise en jeu s'effectue par un lancer de ballon depuis l'extérieur du terrain, à l'emplacement de la sortie de ballon, par un joueur de cette équipe adverse devant mettre un pied sur la ligne de touche.
Par une ligne arrière : le ballon revient au gardien si c'est un joueur adverse ou le gardien lui-même qui le met derrière la ligne. Si c'est un défenseur qui touche en dernier le ballon, et que le ballon va derrière sa propre ligne de but (en la contrant par exemple), c'est l'équipe adverse qui le récupère par le biais d'un jet de coin (équivalent du corner au football), sauf si le gardien retouche cette balle en restant dans la zone des 6 mètres.

### Durées de jeu
La durée d'un match dépend de la catégorie d'âge des acteurs de la rencontre, les textes officiels indiquent :
- « 8-12 ans » : 3×11 minutes ou 3x15 minutes
- « 12-16 ans » : 2x20 minutes (voir les remarques ci-dessous pour les aménagements des temps)
- autres catégories : 2×30 minutes.

La pause entre deux temps de jeu est normalement de dix minutes cependant pour les compétitions professionnelles, elle est généralement de quinze minutes.
Le chronomètre peut être arrêté à tout moment par les arbitres, par exemple lorsqu'un joueur est blessé ou sanctionné ou lors d'un temps mort. Chaque équipe a droit à un temps mort d'équipe d'une minute au cours de chaque mi-temps du temps de jeu réglementaire. Une équipe peut seulement demander son temps mort d'équipe lorsqu'elle est en possession du ballon. Toutefois, les fédérations internationale (IHF), continentales et nationales  ont la possibilité d'alléger la règlementation en autorisant trois temps morts avec un maximum de deux par mi-temps et un maximum dans les cinq dernières minutes du match. 
Remarques :
- « L'IHF, les confédérations continentales et nationales ont, dans leur domaine, la possibilité d'alléger la règle 2.1 concernant la pause à la mi-temps. La pause à la mi-temps est de 15 minutes au maximum »[18]
- Depuis de nombreuses années, les comités départementaux et régionaux français ont aménagé les règles et les temps de jeu des jeunes joueurs de moins de 16 ans. Les durées sont ainsi variables selon la jeunesse des joueurs, mais aussi leur nombre sur le terrain[19],[20].

Sur l'aménagement des règles et des compétitions chez les jeunes, Philippe Bana (alors DTN) rappelle « la nécessaire adaptation des règles de jeu pour faciliter l'expression de chacun, les considérer comme le second versant de la formation du jeune joueur et comme un moyen d'oublier la championnite. »

### Arbitrage

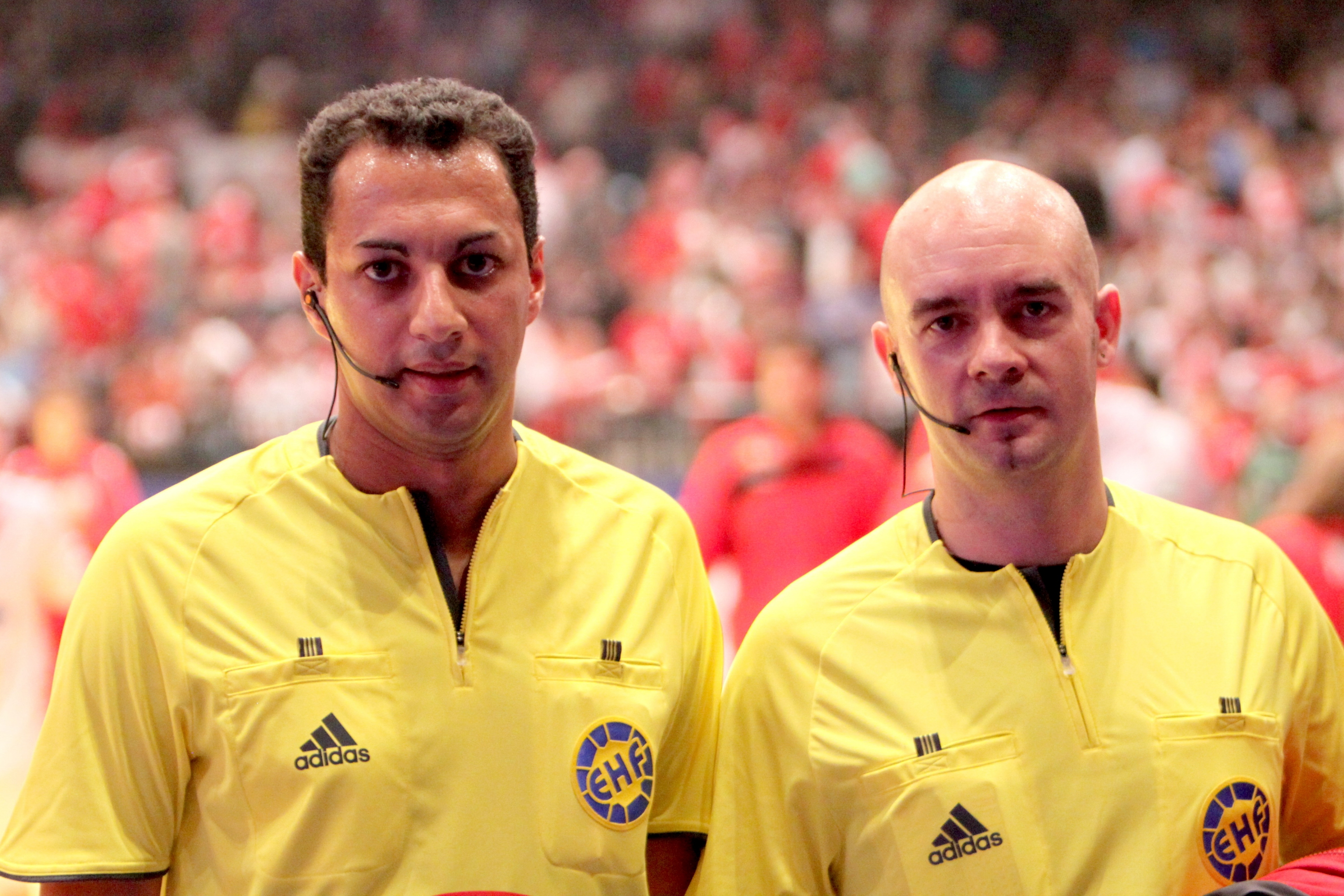
Nordine Lazaar et Laurent Reveret, arbitres internationaux français.

Au handball, les rencontres sont dirigées par un binôme de deux juges-arbitres, ou par un arbitre jeune en -11 ou -13 ans. Ils sont assistés par deux officiels chargés de tenir la table de marque (un secrétaire et un chronométreur). Dans certaines compétitions nationales et dans toute compétition internationale, par un juge-arbitre délégué de l'instance organisatrice. Les juges-arbitres sont placés de manière à embrasser le jeu de manière globale mais sans en être trop éloignés afin de voir toutes les actions de jeu, régulières et irrégulières, qui sont faites par les joueurs. Chaque juge-arbitre est tour à tour dit de champ et de but et les deux juges-arbitres échangent régulièrement leur place au cours de la rencontre afin que l'arbitrage ainsi rendu soit le plus équitable et homogène possible.
En France, c'est la Commission centrale d'arbitrage (CCA), commission de la FFHB, qui est chargée de la formation, du suivi, des désignations et du développement du corps arbitral. Cette commission est relayée au niveau des ligues par des Commissions régionales d'arbitrage (CRA) puis, au niveau des comités départementaux, par des commissions départementales d'arbitrage (CDA).

#### Nouvelles règles de jeu 2016

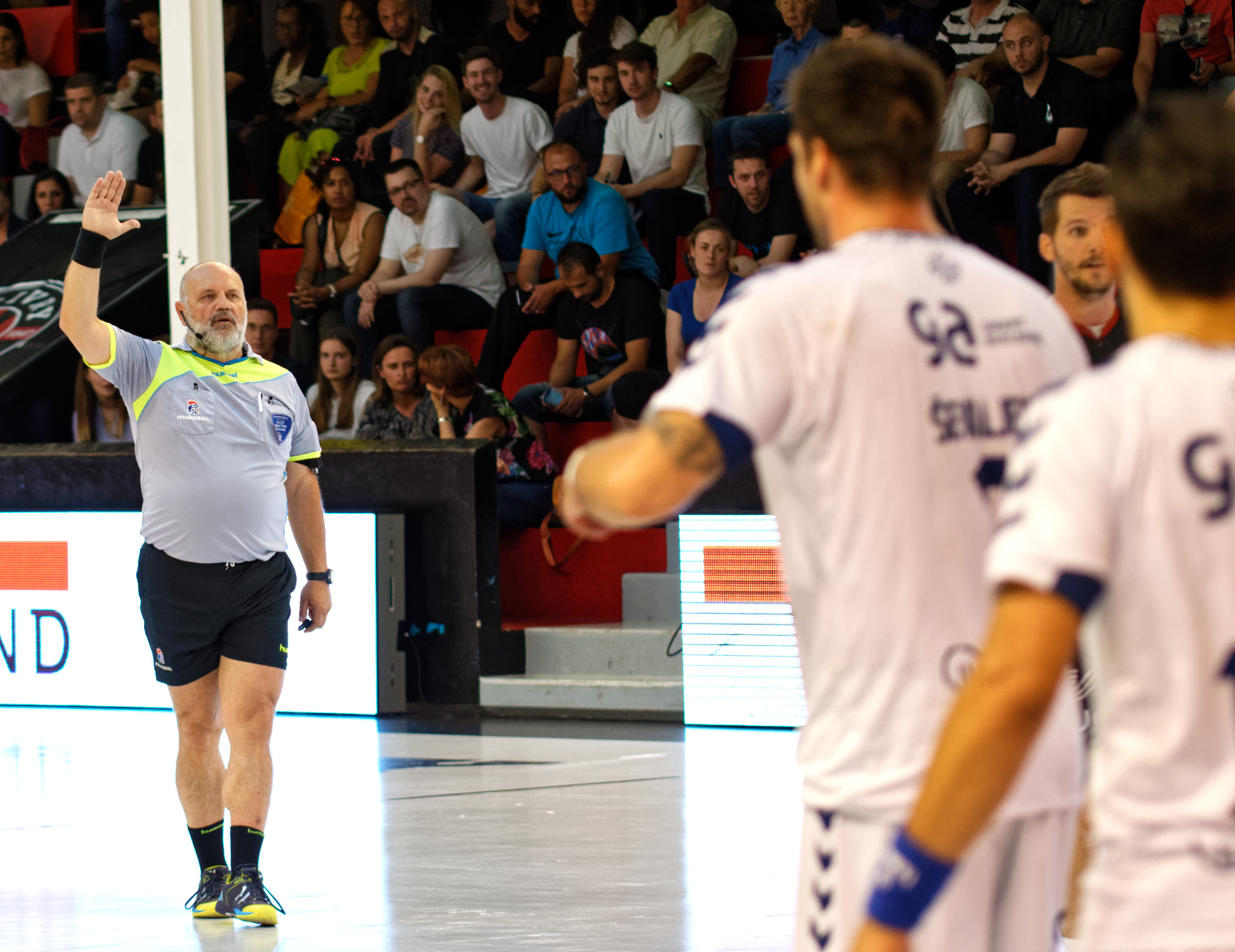
L'arbitre lève la main pour signifier le jeu passif de l'équipe attaquante.

À l'occasion des Jeux olympiques 2016, cinq nouvelles règles ont été introduites par la Fédération internationale de handball,, :
1. Gardien de but en tant que joueur de champ : le gardien de but peut être remplacé par un 7e joueur de champ qui en ce cas ne porte pas de chasuble. Si l'équipe joue avec sept joueurs de champ sur le terrain, aucun joueur de champ ne peut exercer la fonction de gardien de but.
2. Joueur blessé : après avoir reçu des soins médicaux sur le terrain, le joueur doit quitter l'aire de jeu. Il ne peut retourner sur le terrain que lorsque la troisième attaque de son équipe est complètement terminée. À moins que les arbitres n'aient sifflé une faute contre l'adversaire, auquel cas après les soins le joueur est autorisé à reprendre sa place immédiatement. Les délégués techniques seront les responsables du contrôle de cette situation.
3. Jeu passif : à la suite du geste d'avertissement, l'équipe concernée dispose d'un maximum de six passes pour tirer au but, le nombre de passes n'étant pas interrompu si un jet franc est accordé à l'équipe attaquante ou si un tir est bloqué par l'équipe en défense. Ces 6 passes restent à l'appréciation des juges arbitres en fonction de leurs interprétations du jeu et des exceptions aux règles (déviations par un défenseur d'une passe, tentative de tir qui revient dans les mains d'un coéquipier attaquant ...)[25].
4. 30 dernières secondes : les fautes intentionnelles dans les dernières secondes du match (en remplacement de la dernière minute de jeu) pourront être sanctionnées par un jet de 7 mètres et d'un carton rouge quelle que soit la localisation de la faute.
5. Carton bleu : les arbitres disposent d'un carton bleu en plus des cartons jaune et rouge pour apporter plus de précisions à la disqualification d'un joueur. Lorsque les arbitres montrent ce carton, un rapport écrit est à joindre à la feuille de match et la Commission disciplinaire est responsable des autres actions à entreprendre.

#### Carton blanc
Depuis septembre 2019, les arbitres disposent d'un carton blanc en plus des cartons jaune, rouge et bleu pour signaler un joueur qui a été la victime d'une commotion cérébrale. À la suite de son utilisation, un protocole de suivi est mis en place afin de surveiller la santé du joueur concerné.

### Postes
La position des joueurs sur le terrain près du but dépend des tactiques mises en place et leurs rôles ont évolué au cours de l'histoire du handball
En attaque, l'équipe est organisée la majeure partie du temps avec un gardien de but, demi-centre, deux arrières latéraux, deux ailiers et un pivot (les descriptions ci-dessous sont faites en regardant dans le sens de l'attaque et par rapport à la largeur de terrain) :

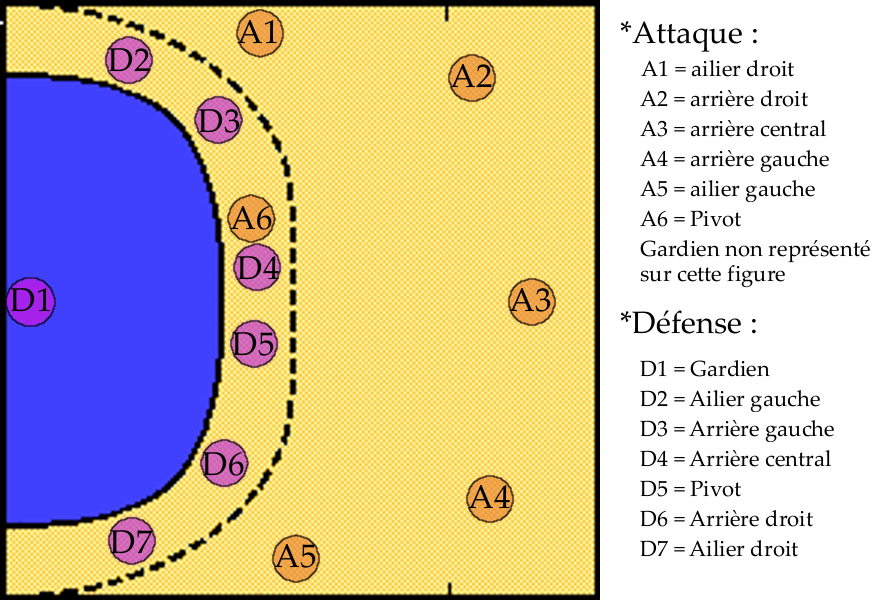
Position typique des joueurs en attaque et en défense dans le cas dit de « défense 6-0 ».

- Poste 1 : gardien de but, dans les buts. C'est le seul joueur qui a le droit de toucher la balle dans sa propre zone. Son rôle est d'empêcher les tirs de l'équipe adverse d'entrer dans son but. Les joueurs de son équipe n'ont pas le droit de lui faire la passe s'il est dans la zone, mais en dehors oui. Les joueurs occupant ce poste sont habituellement d'une taille approchant les 2 mètres (hauteur de la cage) et d'une souplesse importante pour pouvoir aller chercher les ballons dans les coins de la cage, que ce soit avec leurs mains ou avec leurs pieds. Notons parmi les gardiens célèbres Thierry Omeyer, Andreï Lavrov, Henning Fritz, Arpad Šterbik, Cecilie Leganger, Amandine Leynaud, Cléopâtre Darleux.
- Poste 2 : ailier gauche, dans le coin gauche, le long de la ligne de touche. Ce poste est occupé par un droitier de taille moins importante que ceux occupant les postes centraux (arrières gauche et droite, pivot et demi-centre) ayant de grandes qualités d'explosivité et une grande souplesse de mouvement. Lors d'une attaque placée, ils ont pour rôle de se tenir le plus près possible de leur ligne de touche afin d'étirer la défense adverse sur la largeur. Il leur arrive aussi de glisser dans la défense adverse  pour faire office de second pivot, ceci pouvant fortement désorganiser le système défensif adverse. Lorsque l'équipe adverse perd la balle durant une de ses attaques, l'ailier a pour rôle de courir le plus vite possible vers la cage adverse pour recevoir la balle de ses coéquipiers et marquer en position de contre-attaque. Des ailiers gauches célèbres sont Stefan Kretzschmar, Edouard Kokcharov, Rafael Guijosa, Uwe Gensheimer, Siraba Dembélé ou Michaël Guigou.
- Poste 3 : arrière gauche, à un quart du terrain en partant de la gauche. Poste généralement occupé par un droitier, son rôle est de faire office de rampe de lancement des attaques de son équipe. En position d'attente de la balle, il se tient en général à plus de 15 mètres du but adverse. Il reçoit le ballon généralement lancé et plusieurs solutions peuvent se présenter à lui. Il peut transmettre la balle au côté opposé d'où elle arrive (au demi-centre si elle vient  de l'ailier gauche, ou à l'ailier gauche si elle vient du demi-centre). Il peut sauter et effectuer un tir en suspension pour marquer un but. Cette alternative se présente plus souvent pour des arrières de taille importante qui peuvent tirer par-dessus la défense. Il peut rentrer dans la défense pour tenter de la désorganiser afin, soit de tirer à faible distance s'il arrive à prendre l'intervalle, soit la passer au pivot si ce dernier arrive à se démarquer, soit la passer à tout autre joueur qui aurait réussit à se démarquer. Des arrières gauches célèbres sont Mikkel Hansen, Daniel Narcisse, Filip Jicha, Jérôme Fernandez, Cristina Neagu, Ausra Fridrikas ou Bernhard Kempa.
- Poste 4 : demi-centre, au centre du terrain. Ce poste correspond un peu au meneur de jeu de l'équipe. Son rôle est de lancer les attaques et de les annoncer aux autres membres de l'équipe. Ce sont en général des joueurs de taille plus petite que les arrières, qui sont capables de s'introduire dans la défense adverse. À cause de la rapidité et de la souplesse nécessaire pour ces entrées, ce poste est parfois occupé par des joueurs pouvant aussi jouer à l'aile. Des demi-centres célèbres sont Jackson Richardson, Talant Dujshebaev, Ivano Balić, Nikola Karabatic, Allison Pineau ou Grâce Zaadi.
- Poste 5 : pivot, le long de la zone des 6 mètres, circulant essentiellement au centre. Situé au cœur de la défense adverse, il sert à fixer les défenseurs adverses, soit en restant bien en face des buts, soit en se déplaçant le long de la ligne de zone vers la droite ou vers la gauche. Lorsqu'un de ses arrières tente de s'introduire dans la défense adverse, il effectue des blocs, c'est-à-dire qu'il fait opposition de son corps pour faire écran entre le joueur de son équipe et son défenseur. Parmi les pivots célèbres, on peut citer Magnus Wislander, Bertrand Gille, Dragan Škrbić, Heidi Løke ou Ludovic Fabregas
- Poste 6 : arrière droit, à 1/4 du terrain en partant de la droite. Ce poste a des caractéristiques en tout point identiques à celui d'arrière gauche, mis à part qu'il est généralement occupé par un gaucher. Parmi les meilleurs, on trouve Ólafur Stefánsson, Stéphane Stoecklin, Yoon Kyung-shin, Bojana Radulovics, Dika Mem ou Alexandra Lacrabère.
- Poste 7 : ailier droit, dans le coin droit, le long de la ligne de touche. Ce poste a des caractéristiques en tout point identiques à celles d'ailier gauche, mis à part qu'il est soit occupé par un gaucher, soit par un droitier ayant les capacités de tirer de manière désaxée en passant son bras droit par-dessus son épaule gauche. Parmi les ailiers droits célèbres, Mirza Džomba, Luc Abalo, Hans Lindberg, Alexandra do Nascimento ou Laura Flippes.

En fonction des qualités des joueurs et des tactiques mises en place, il peut être possible de changer de poste lors de la mise en place d'une attaque, par exemple lors de croisés entre arrières ou lors de l'entrée d'un ailier en deuxième pivot. De plus, depuis 2016, le gardien de but peut être remplacé par un septième joueur de champ, généralement un deuxième pivot.
En défense, la position dite en « 0-6 » est la plus courante : les 6 défenseurs sont alignés autour de la zone afin de contrer les tirs de loin ou de parer les 1 contre 1. La position dite en « 1-5 » est également courante : un joueur est en position avancée pour gêner les passes des adversaires ou prendre un adversaire jugé dangereux en défense individuelle stricte et les 5 autres défenseurs sont alignés autour de la zone. D'autres positions existent, plus rares : la « 2-4 » (2 joueurs avancés), la « 3-3 » (3 joueurs avancés) ou « 1-2-3 » (3 joueurs avancés mais étagés). En principe, les mêmes joueurs évoluent successivement en attaque et en défense, mais certains joueurs se sont spécialisés sur des tâches défensives et ont un rôle offensif inexistant ou très limité. Didier Dinart, Viran Morros, Oliver Roggisch ou encore Raphaëlle Tervel figurent parmi les défenseurs célèbres.

Schémas des différentes positions de défense
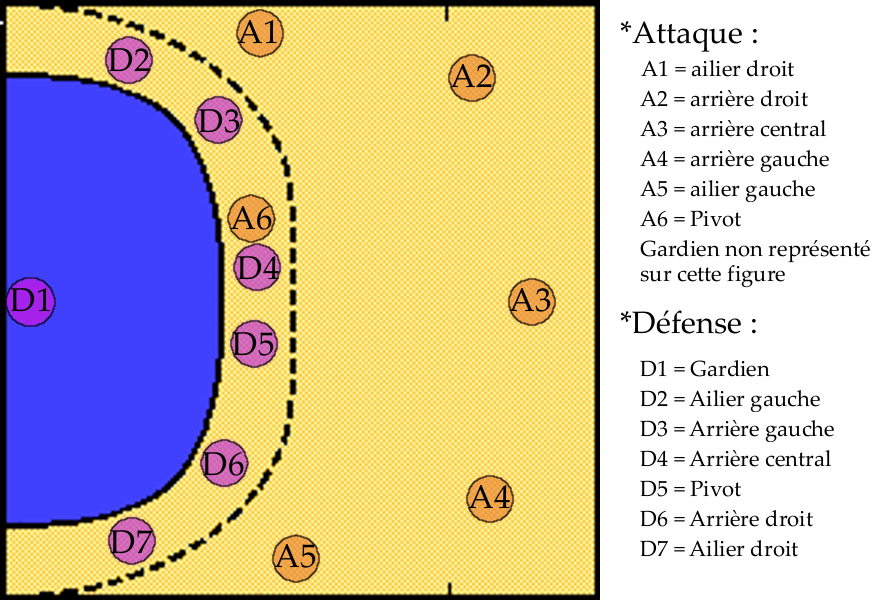
Position dite en « 0-6 ».
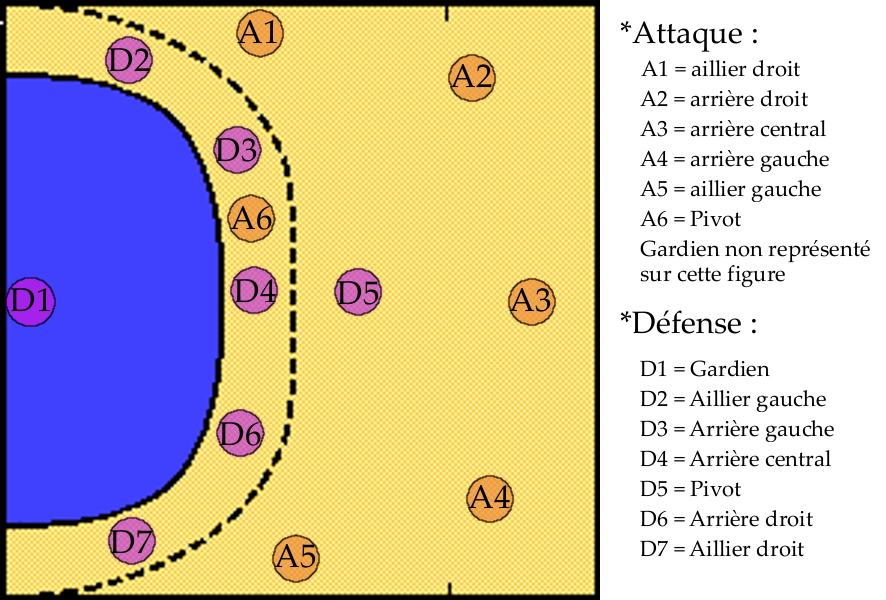
Position dite en « 1-5 ».
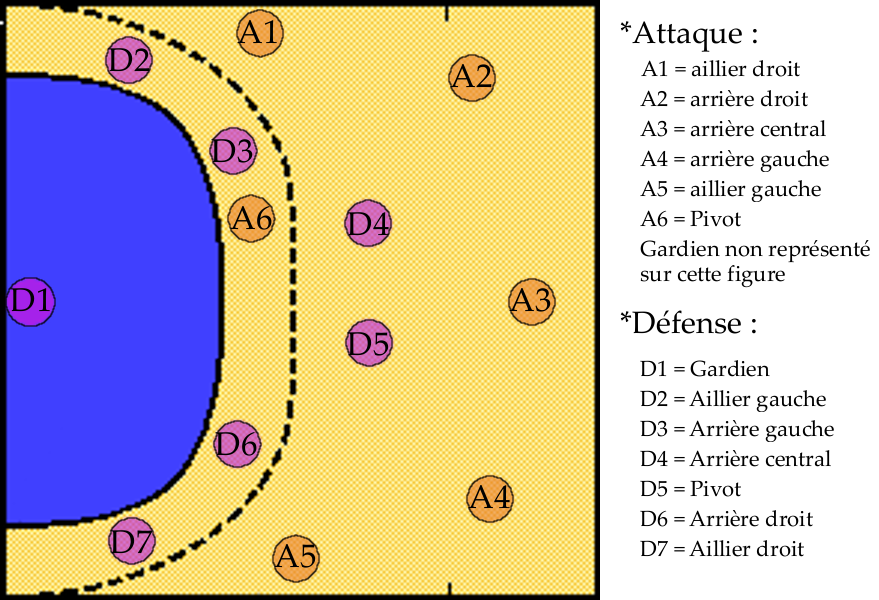
Position dite en « 2-4 ».

### Échelle des sanctions

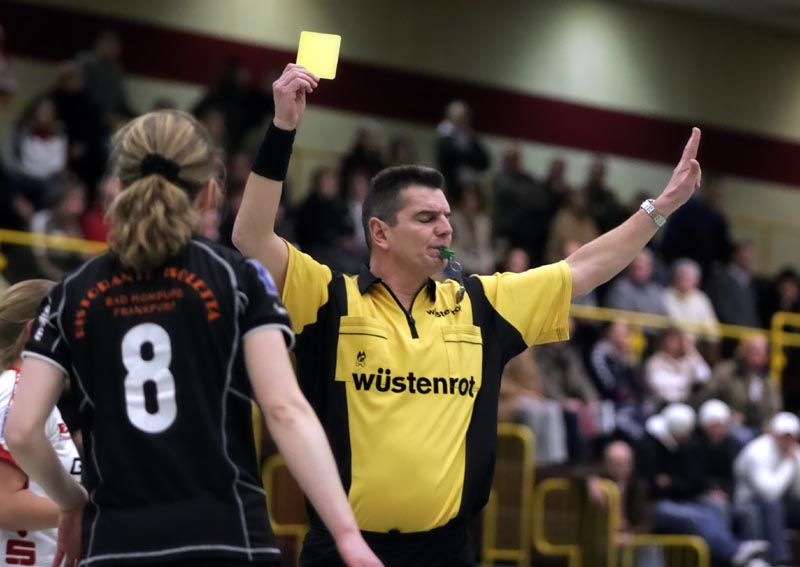
Un avertissement.
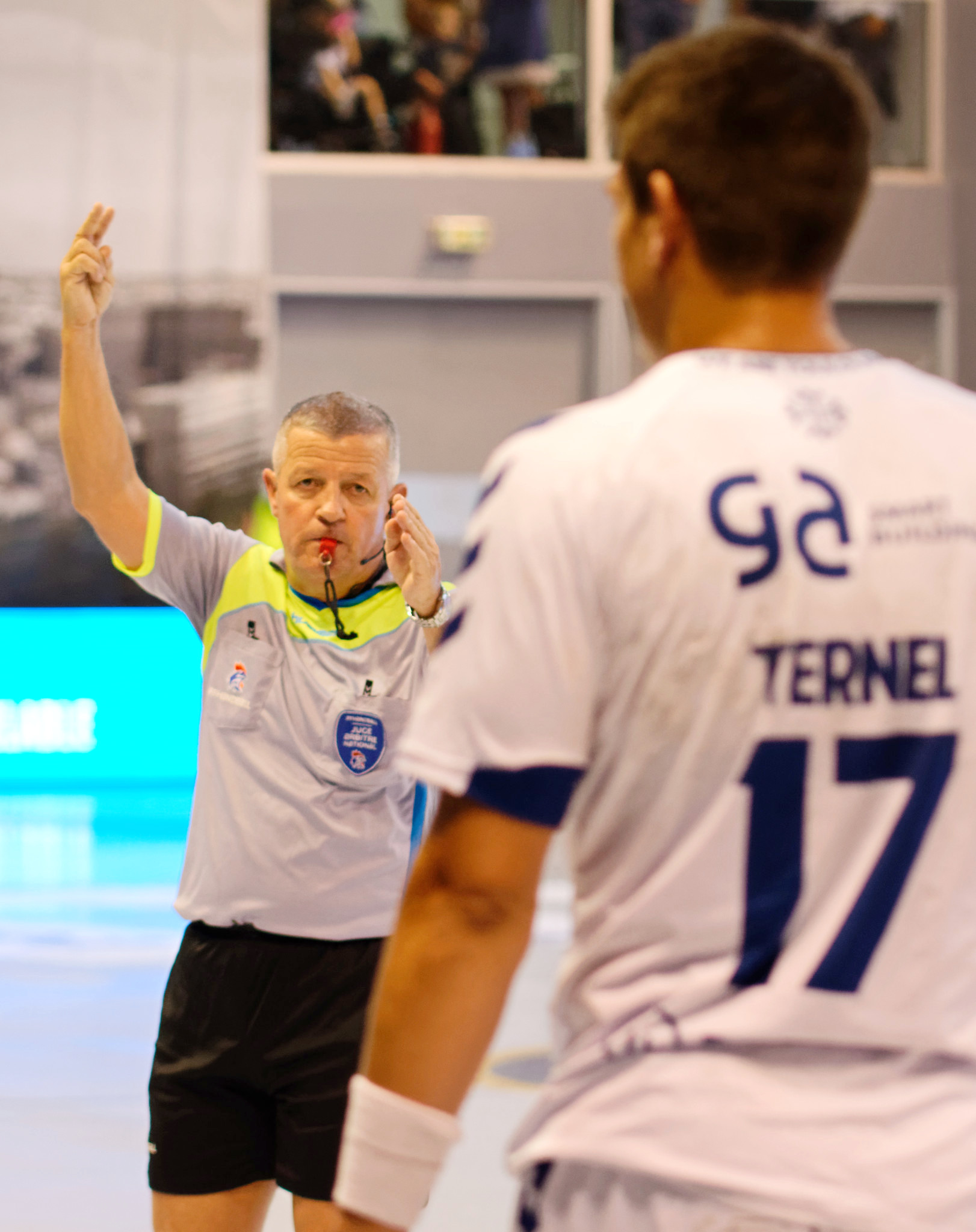
Une exclusion pour deux minutes.
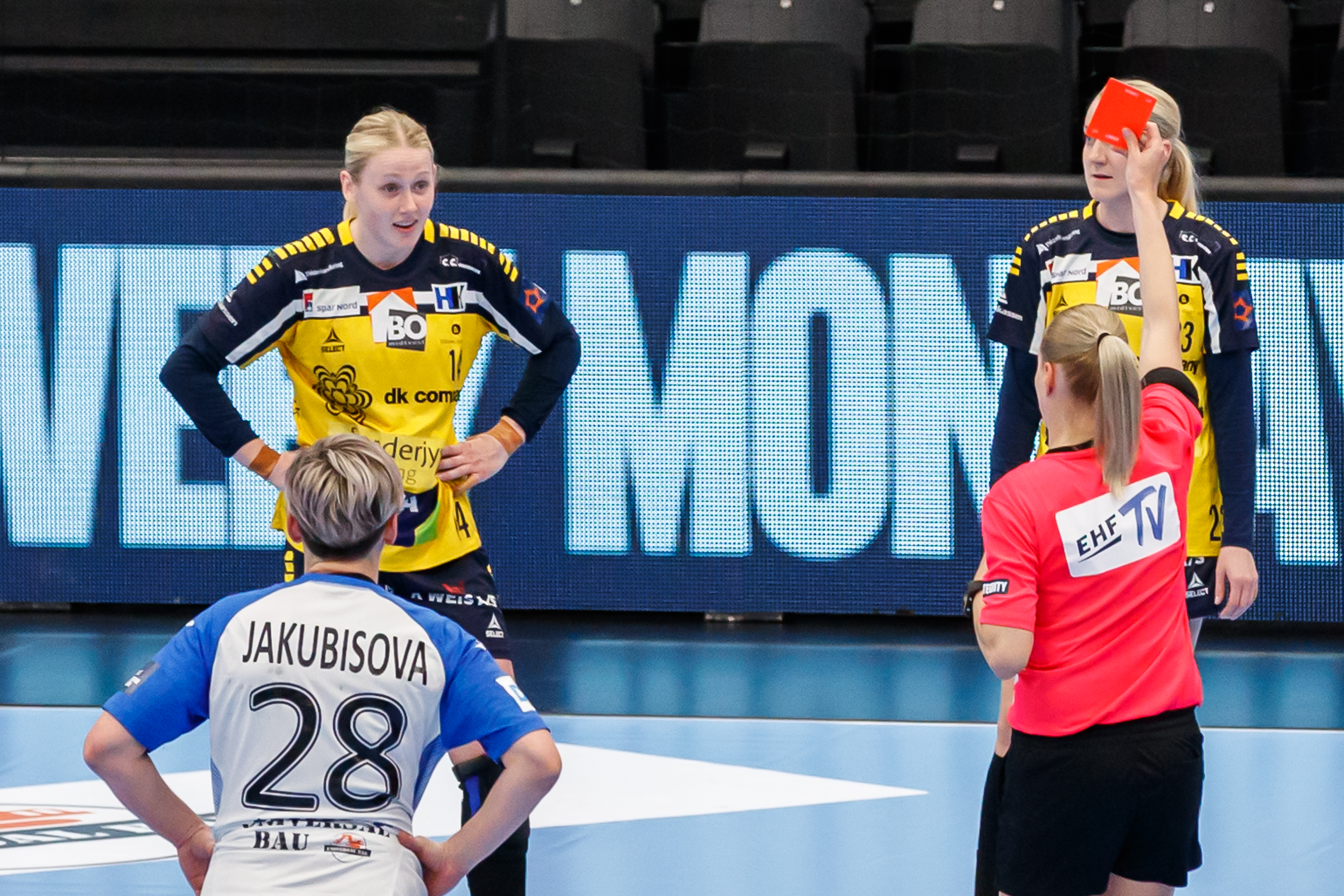
Une disqualification.

#### Avertissement
Un joueur ou un officiel de l'équipe peut être sanctionné d'un avertissement en cas de :
- infractions aux règles nécessitant une sanction progressive (actions prioritairement ou exclusivement dirigées contre le corps de l'adversaire) ;
- comportements antisportifs à sanctionner progressivement (protestations, fait de déconcentrer un adversaire, retard provoqué dans l'exécution d'un jet, simulation, défense active avec le pied ou la jambe, pénétration renouvelée dans la surface de but, etc.).

Un joueur ne devrait pas recevoir plus d'un avertissement. Une équipe ne devrait pas recevoir plus de trois avertissements. Il ne peut y avoir qu'un avertissement contre l'ensemble des officiels d'une même équipe.
Un joueur qui a déjà été exclu ne devrait plus recevoir d'avertissement.

#### Exclusion

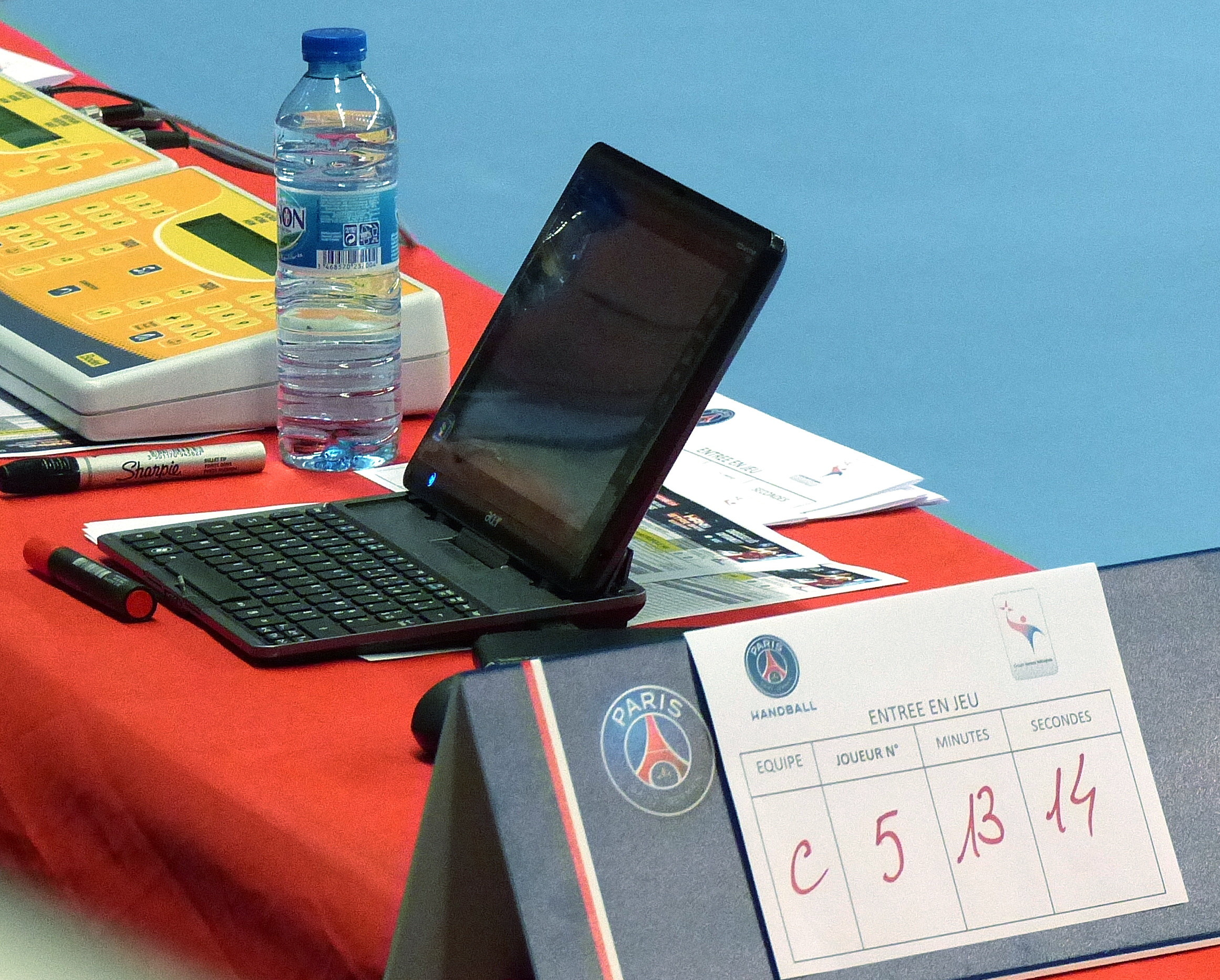
Feuille d'exclusion du joueur no 5 (2e colonne) de l'équipe de Cesson Rennes (le C de la 1e colonne). 13 min 14 s marque le temps au chronomètre où l'exclusion sera levée.

Un joueur ou un officiel de l'équipe peut être sanctionné d'une exclusion (« 2 minutes ») en cas de :
- changement irrégulier ou pénétration d'un joueur supplémentaire sur l'aire de jeu ;
- infractions aux règles nécessitant une sanction progressive (voir supra) lorsque le joueur/l'officiel ou l'équipe a déjà atteint le maximum d'avertissements possibles (respectivement un et trois) ;
- infractions aux règles nécessitant une sanction adaptée (actions représentant un danger pour l'adversaire) ;
- comportements antisportifs à sanctionner progressivement (voir supra) lorsque le joueur/l'officiel ou l'équipe a déjà atteint le maximum d'avertissements possibles (respectivement un et trois) ;
- comportements antisportifs à sanctionner de manière adaptée (forte contestation, fait de ne pas laisser tomber le ballon de manière à le rendre jouable après une décision de jet franc en faveur de l'équipe adverse, conservation du ballon dans la zone de changement).

Un joueur exclu pour la troisième fois doit être disqualifié. Il ne peut y avoir qu'une exclusion contre l'ensemble des officiels d'une même équipe.
Un joueur exclu doit quitter l'aire de jeu sans être remplacé pendant deux minutes. L'exclusion d'un officiel entraîne la réduction d'un joueur pour l'équipe pendant deux minutes.

#### Disqualification
Un joueur ou un officiel de l'équipe peut être sanctionné d'une disqualification en cas de :
- infractions aux règles nécessitant une sanction progressive ou adaptée (voir supra) lorsque le joueur ou l'officiel a déjà atteint le maximum d'exclusions possibles (respectivement trois et un) ;
- infractions aux règles nécessitant une sanction adaptée (actions présentant un risque pour l'intégrité physique de l'adversaire) ;
- comportements antisportifs à sanctionner progressivement ou de manière adaptée (voir supra) lorsque le joueur ou l'officiel a déjà atteint le maximum d'exclusions possibles (respectivement trois et un) ;
- comportements antisportifs à sanctionner de manière adaptée (offenses ou menaces, intervention dans le jeu d'un officiel, pénétration d'un joueur supplémentaire sur l'aire de jeu pendant une occasion manifeste de but, retard provoqué dans l'exécution d'un jet durant les 30 dernières secondes).

Un joueur disqualifié doit quitter l'aire de jeu et la zone de changement jusqu'à la fin de la rencontre mais peut être remplacé après une durée de deux minutes. Un officiel disqualifié doit quitter la zone de changement. La disqualification d'un officiel entraîne la réduction d'un joueur pour l'équipe pendant deux minutes.

#### Carton bleu
Depuis les Jeux olympiques 2016, les arbitres disposent d'un carton bleu pour apporter plus de précisions à la disqualification d'un joueur. Lorsque les arbitres montrent ce carton (après avoir brandi un carton rouge), un rapport écrit est à joindre à la feuille de match et la commission disciplinaire est responsable des autres actions à entreprendre.

### Temps mort d'équipe

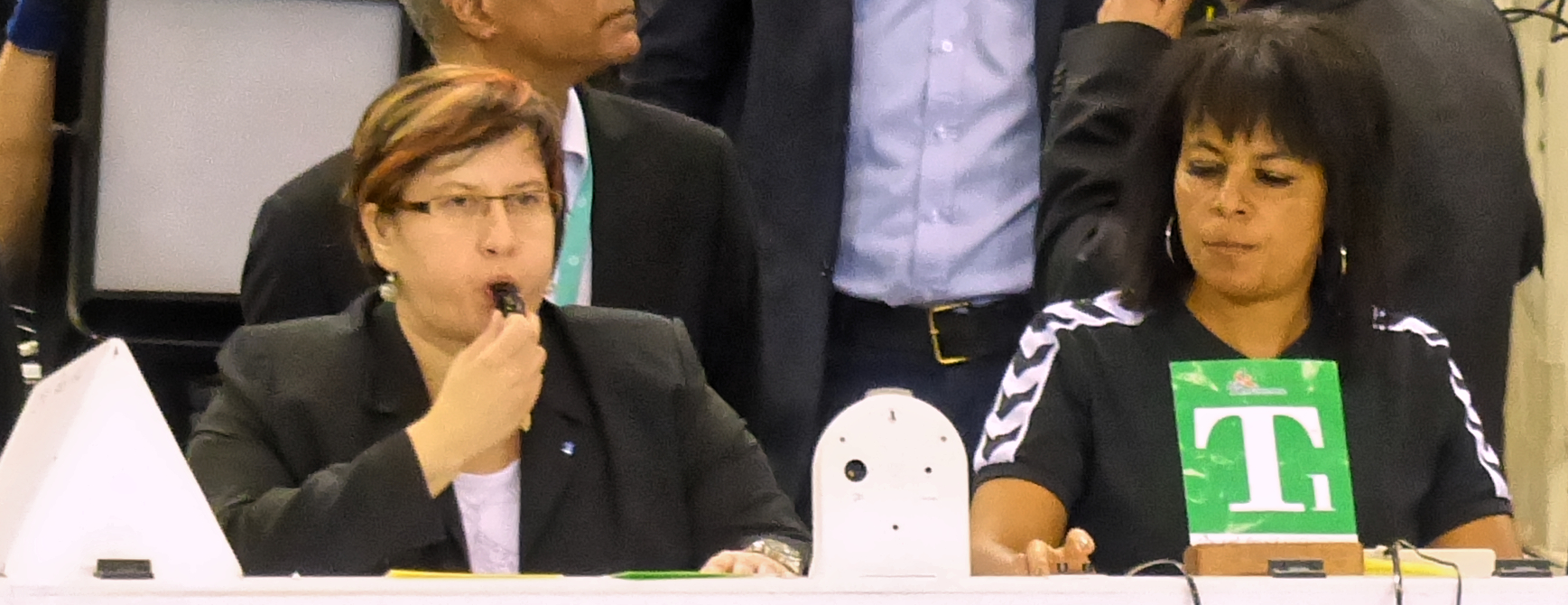
Temps mort posé sur la table de marque.

Chaque équipe peut bénéficier de trois temps morts par partie. Symbolisé par un carton vert numéroté T1, T2 ou T3, il est d'une durée de 1 minute. L'obtention de cette coupure de jeu nécessite d'être en possession du ballon et de déposer son carton vert à la table de marque. La table arrête le chronomètre et désigne aux arbitres l'équipe qui vient de déposer le temps mort. L'utilisation d'un temps mort n'est pas obligatoire. Deux temps morts au maximum peuvent être utilisés lors de chaque mi-temps. Un seul est autorisé par équipe dans les cinq dernières minutes du match.
Entre deux temps morts, d'une équipe, l'adversaire doit avoir été au moins une fois en possession du ballon. À l'issue du temps mort, les équipes reprennent le jeu à l'endroit où il s'est arrêté.

## Compétitions

### Principales compétitions internationales des nations

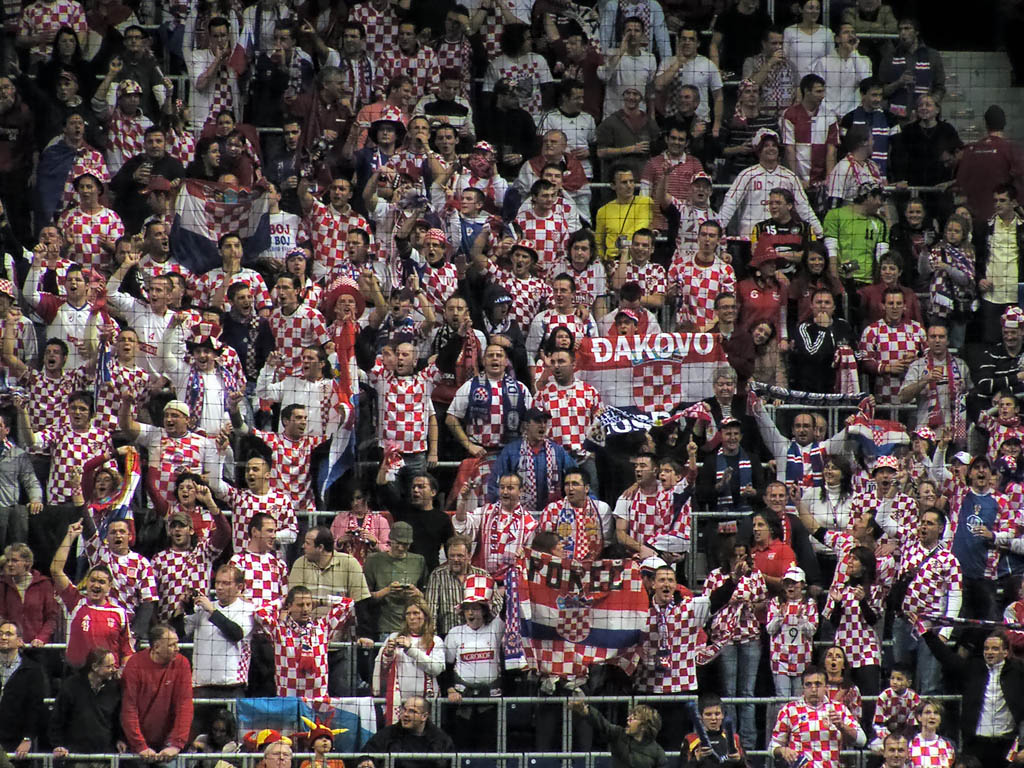
Supporters croates au championnat du monde masculin en 2007.

Mis à part la tentative isolée lors des Jeux olympiques de Berlin en 1936 en handball à onze, le handball moderne (en salle et à sept) fait son entrée au programme olympique en 1972 à Munich, le premier tournoi olympique féminin ayant lieu quatre ans plus tard à Montréal. Auparavant, les championnats du monde à onze puis à sept constituaient les seuls rendez-vous planétaires, bien que peu de pays non-européens aient participé à ces compétitions.
Le handball international étant dominé par les pays européens, son histoire peut être en partie reliée à l'histoire géopolitique de l'Europe. Ainsi, au début des années 1990, la Chute des régimes communistes en Europe, initiée par la chute du Mur de Berlin et achevée par la dislocation de l'URSS, conduit à un déplacement des forces dominantes de l'Est vers l'Ouest. En effet, l'URSS, la Yougoslavie, l'Allemagne (en tant que RFA, RDA ou équipe unifiée), la Tchécoslovaquie ou encore la Roumanie se sont emparés de la majorité des podiums des compétitions des nations et des clubs jusqu'à ce tournant historique.
Depuis lors, si la Russie a assuré l'héritage soviétique dans les années 1990, d'autres pays se sont imposés comme des places fortes du handball mondial, profitant notamment de l'exode de nombreux joueurs soviétiques ou yougoslaves, tel Talant Dujshebaev naturalisé Espagnol en 1996 : l'Allemagne et l'Espagne dominent les coupes d'Europe masculines tandis que chez les femmes, ce sont l'Autriche puis le Danemark qui monopolisent les podiums. Dans les compétitions des nations, ce sont la Norvège chez les femmes et la France chez les hommes qui ont remporté le plus grand nombre de titres.
Seule exception notable à la domination européenne, la Corée du Sud, dont l'équipe féminine est double championne olympique en 1988 et 1992 et championne du monde en 1995 et l'équipe masculine a remporté l'argent olympique en 1988. Parmi les autres nations non-européennes, seuls le Qatar (vice-champion du monde en 2015), la Tunisie et l'Égypte chez les hommes et l'Angola chez les femmes ont eu des résultats probants lors des phases finales des grands tournois internationaux.
Les nations les plus titrées et tenantes du titre lors des principales compétitions internationales et continentales sont :
| Localisation | Organi- sateur | Compétition                      | Période     | Plus titré       | Tenant           |
| ------------ | -------------- | -------------------------------- | ----------- | ---------------- | ---------------- |
| Monde        | CIO            | Jeux olympiques                  | depuis 1972 | Russie (4)       | Danemark (2024)  |
| Monde        | IHF            | Championnat du monde             | depuis 1938 | France (6)       | Danemark (2025)  |
| Europe       | EHF            | Championnat d'Europe             | depuis 1994 | Suède (5)        | France (2024)    |
| Afrique      | CAHB           | Championnat d'Afrique            | depuis 1974 | Tunisie (10)     | Égypte (2024)    |
| Afrique      | ACNOA          | Jeux africains                   | depuis 1965 | Égypte (8)       | Égypte (2024)    |
| Amériques    | OSPA           | Jeux panaméricains               | depuis 1987 | 3 nations (3)    | Argentine (2023) |
| Amériques    | PATHF          | Championnat panaméricain         | 1979-2018   | Cuba (8)         | Argentine (2018) |
| Amériques    | NACHC          | Champ. d'Am. du Nord et Caraïbes | depuis 2014 | Cuba (2)         | Cuba (2024)      |
| Amériques    | SCAHC          | Champ. d'Am. du Sud et centrale  | depuis 2020 | Brésil (2)       | Brésil (2024)    |
| Asie         | AHF            | Championnat d'Asie               | depuis 1977 | Corée du Sud (9) | Qatar (2024)     |
| Asie         | COA            | Jeux asiatiques                  | depuis 1982 | Corée du Sud (6) | Qatar (2023)     |
| Océanie      | OCHF           | Championnat d'Océanie            | 1994-2014   | Australie (8)    | Australie (2014) |

| Localisation | Organi- sateur | Compétition                      | Période     | Plus titré             | Tenant           |
| ------------ | -------------- | -------------------------------- | ----------- | ---------------------- | ---------------- |
| Monde        | CIO            | Jeux olympiques                  | depuis 1976 | 3 nations (3)          | Norvège (2024)   |
| Monde        | IHF            | Championnat du monde             | depuis 1957 | Russie (7)             | France (2023)    |
| Europe       | EHF            | Championnat d'Europe             | depuis 1994 | Norvège (9)            | Norvège (2024)   |
| Afrique      | CAHB           | Championnat d'Afrique            | depuis 1974 | Angola (15)            | Angola (2024)    |
| Afrique      | ACNOA          | Jeux africains                   | depuis 1978 | Angola (7)             | Angola (2024)    |
| Amériques    | OSPA           | Jeux panaméricains               | depuis 1987 | Brésil (6)             | Brésil (2023)    |
| Amériques    | PATHF          | Championnat panaméricain         | 1986-2017   | Brésil (11)            | Brésil (2018)    |
| Amériques    | NACHC          | Champ. d'Am. du Nord et Caraïbes | depuis 2015 | Cuba et Porto Rico (2) | Groenland (2023) |
| Amériques    | SCAHC          | Champ. d'Am. du Sud et centrale  | depuis 2018 | Brésil (3)             | Brésil (2024)    |
| Asie         | AHF            | Championnat d'Asie               | depuis 1987 | Corée du Sud (16)      | Japon (2024)     |
| Asie         | COA            | Jeux asiatiques                  | depuis 1990 | Corée du Sud (7)       | Japon (2023)     |
| Océanie      | OCHF           | Championnat d'Océanie            | 1997-2016   | Australie (7)          | Australie (2016) |

### Principales compétitions internationales des clubs
Au niveau des clubs, l'épreuve reine est la Ligue des champions, anciennement Coupe d'Europe des clubs champions, qui met aux prises les meilleurs clubs européens depuis 1956 pour les hommes et 1960 pour les femmes. Les autres continents se sont dotés de compétitions similaires, à l'image de la Ligue des champions d'Afrique qui fut créée en 1979.
| Localisation | Organi- sateur | Compétitions masculines  | Compétitions masculines | Compétitions masculines | Compétitions masculines   | Compétitions féminines   | Compétitions féminines | Compétitions féminines    | Compétitions féminines       |
| Localisation | Organi- sateur | Compétition              | Période                 | Plus titré              | Tenant                    | Compétition              | Période                | Plus titré                | Tenant                       |
| ------------ | -------------- | ------------------------ | ----------------------- | ----------------------- | ------------------------- | ------------------------ | ---------------------- | ------------------------- | ---------------------------- |
| Monde        | IHF            | Coupe du monde           | depuis 1997             | FC Barcelone (5)        | SC Magdebourg (2022)      | Coupe du monde           | 2019 (unique édition)  | CD Primeiro de Agosto (1) | CD Primeiro de Agosto (2019) |
| Europe       | EHF            | Ligue des champions (C1) | depuis 1956             | FC Barcelone (11)       | SC Magdebourg (2023)      | Ligue des champions (C1) | depuis 1960            | Spartak Kiev (13)         | Vipers Kristiansand (2023)   |
| Europe       | EHF            | Coupe des coupes (C2)    | 1975-2012               | FC Barcelone (5)        | SG Flensburg-Handewitt    | Coupe des coupes (C2)    | 1976-2016              | Ferencváros TC (3)        | Team Tvis Holstebro          |
| Europe       | EHF            | Ligue européenne (C3)    | depuis 1981             | 3 clubs (4)             | Füchse Berlin (2023)      | Ligue européenne (C3)    | depuis 1981            | Viborg HK (3)             | Ikast Håndbold (2023)        |
| Europe       | EHF            | Coupe européenne (C4)    | depuis 1993             | CS UCM Reșița (3)       | Vojvodina Novi Sad (2023) | Coupe européenne (C4)    | depuis 1993            | 4 clubs (2)               | Antalya Konyaaltı (2023)     |
| Europe       | EHF            | Supercoupe               | 1996-2008               | FC Barcelone (5)        | BM Ciudad Real            | Supercoupe               | 1996-2008              | 3 clubs (2)               | Zvezda Zvenigorod            |

| Localisation | Organi- sateur | Compétitions masculines                                  | Compétitions masculines | Compétitions féminines                         | Compétitions féminines |
| Localisation | Organi- sateur | Compétition                                              | Période                 | Compétition                                    | Période                |
| ------------ | -------------- | -------------------------------------------------------- | ----------------------- | ---------------------------------------------- | ---------------------- |
| Afrique      | CAHB           | Ligue des champions                                      | depuis 1979             | Ligue des champions                            | depuis 1979            |
| Afrique      | CAHB           | Coupe des coupes                                         | depuis 1985             | Coupe des coupes                               | depuis 1985            |
| Afrique      | CAHB           | Supercoupe                                               | depuis 1994             | Supercoupe                                     | depuis 1994            |
| Amériques    | PATHF          | Championnat panaméricain des clubs                       | 2007-2018               | Championnat panaméricain des clubs             | 2017-2018              |
| Amériques    | NACHC          | Championnat d'Am. du Nord et des Caraïbes des clubs (en) | depuis 2019             | pas de compétition                             | pas de compétition     |
| Amériques    | SCAHC          | Championnat d'Am. du Sud et centrale des clubs           | depuis 2019             | Championnat d'Am. du Sud et centrale des clubs | depuis 2019            |
| Asie         | AHF            | Ligue des champions                                      | depuis 1998             | Ligue des champions (en)                       | depuis 2016            |
| Océanie      | OCHF           | Coupe des champions                                      | depuis 2006             | Coupe des champions (en)                       | depuis 2007            |

### Principales compétitions nationales
| \| Paris Tremblay Aix-en-P. Nîmes Chambéry Montpellier Dunkerque St-Raphaël Nantes Chartres Toulouse Cesson-Sévigné Limoges Istres Dijon Sélestat \| Localisation des clubs engagés dans le · Championnat de France masculin 2025-2026. · Le tenant du titre est en orange, les promus en vert. |
| Paris Tremblay Aix-en-P. Nîmes Chambéry Montpellier Dunkerque St-Raphaël Nantes Chartres Toulouse Cesson-Sévigné Limoges Istres Dijon Sélestat |

Chez les hommes, les cinq principaux championnats pour la saison 2025/2026 sont :
1. Championnat d'Espagne
2. Championnat d'Allemagne
3. Championnat de Pologne
4. Championnat du Danemark
5. / Championnats de France et de Hongrie.

En Espagne, Barcelone, vainqueur de sa onzième Ligue des champions en 2022, est le seul club majeur à avoir survécu à la crise économique qui a fortement touché les clubs du championnat et a conduit à la disparition de ces concurrents : Santander (2008), Pampelune (2013), Ciudad Real (2013), Valladolid (2014)... Longtemps dominateur, le handball en Allemagne est porté par les résultats des équipes de Kiel (vingt fois champion) et de Magdebourg ces dernières années ou de Gummersbach, par le passé. Kielce et Płock dominent le championnat de Pologne puisqu'il faut remonter à 2010 pour voir un autre club à l'une des deux premières places. Le Danemark propose également une compétition de haut niveau, mais avec une importante alternance à la tête du championnat, Aalborg et le GOG ayant actuellement les meilleurs résultats. Premier championnat européen en 2018 et 2019, la France profite notamment des performances de Paris, Nantes et Montpellier. En Hongrie, le Veszprém KSE et le SC Pick Szeged dominent outrageusement le championnat puisqu'il faut remonter à 2001 pour voir un autre club à l'une des deux premières places.
Chez les femmes, les cinq principaux championnats pour la saison 2025/2026 sont :
1. Championnat de Hongrie
2. Championnat de Norvège
3. Championnat du Danemark
4. Championnat de France
5. Championnat de Roumanie

En Hongrie, Győr est l'un des meilleurs clubs européens avec sept Ligues des champions remportées entre 2013 et 2025, même si Ferencváros lui tient la dragée haute sur la scène nationale. En Norvège, le Larvik HK a longtemps dominé le championnat avant d'être détrôné par le Vipers Kristiansand, vainqueur des trois Ligues des champions consécutives. Au Danemark, le Viborg HH et le Slagelse FH ont remporté trois Ligues des champions chacun en sept saisons dans les années 2000, mais ce sont actuellement Odense, Esbjerg et Ikast qui domine la scène nationale. En France, Metz, vainqueur de son 27e titre en 2025, obtient de bons résultats en coupe d'Europe comme son principal adversaire, Brest. En Roumanie, le CSM Bucarest a pris la succession de Vâlcea au pays et en Europe.

## Galerie de photos

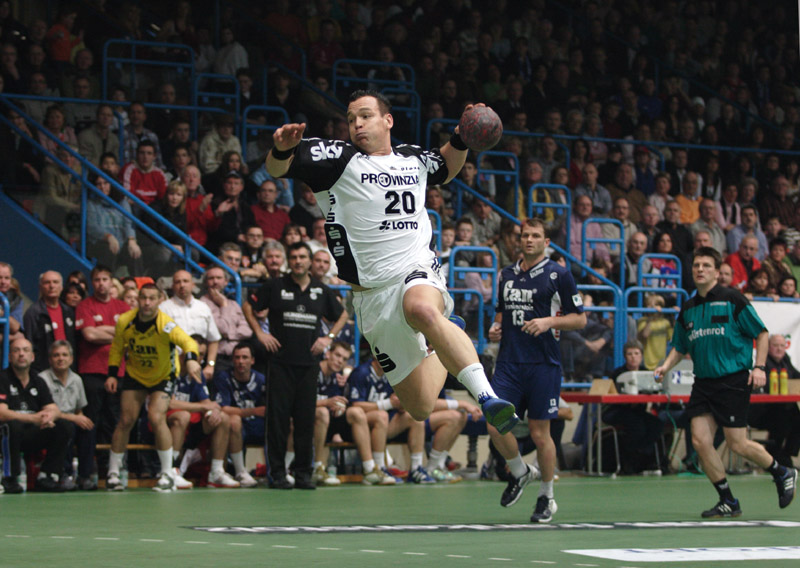
Tir en extension de Christian Zeitz.
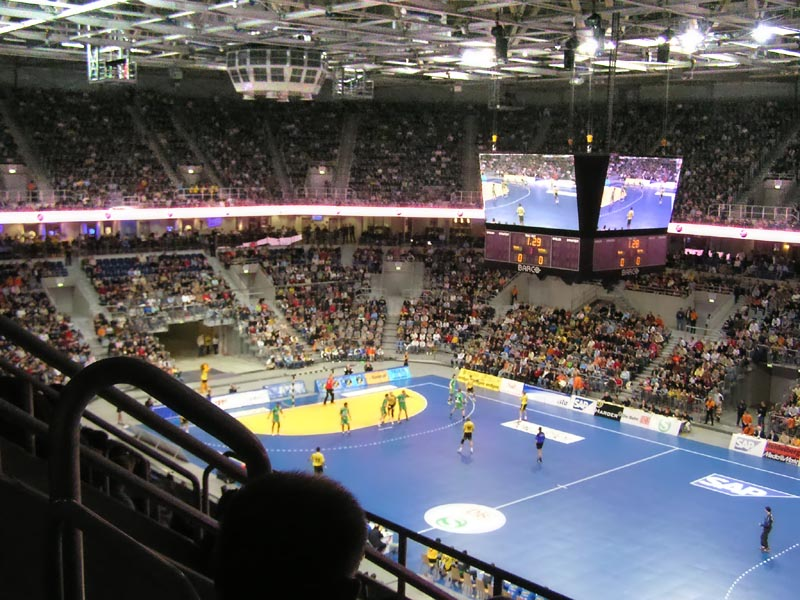
Salle de Rhein-Neckar Löwen (Allemagne) SAP Arena Mannheim.
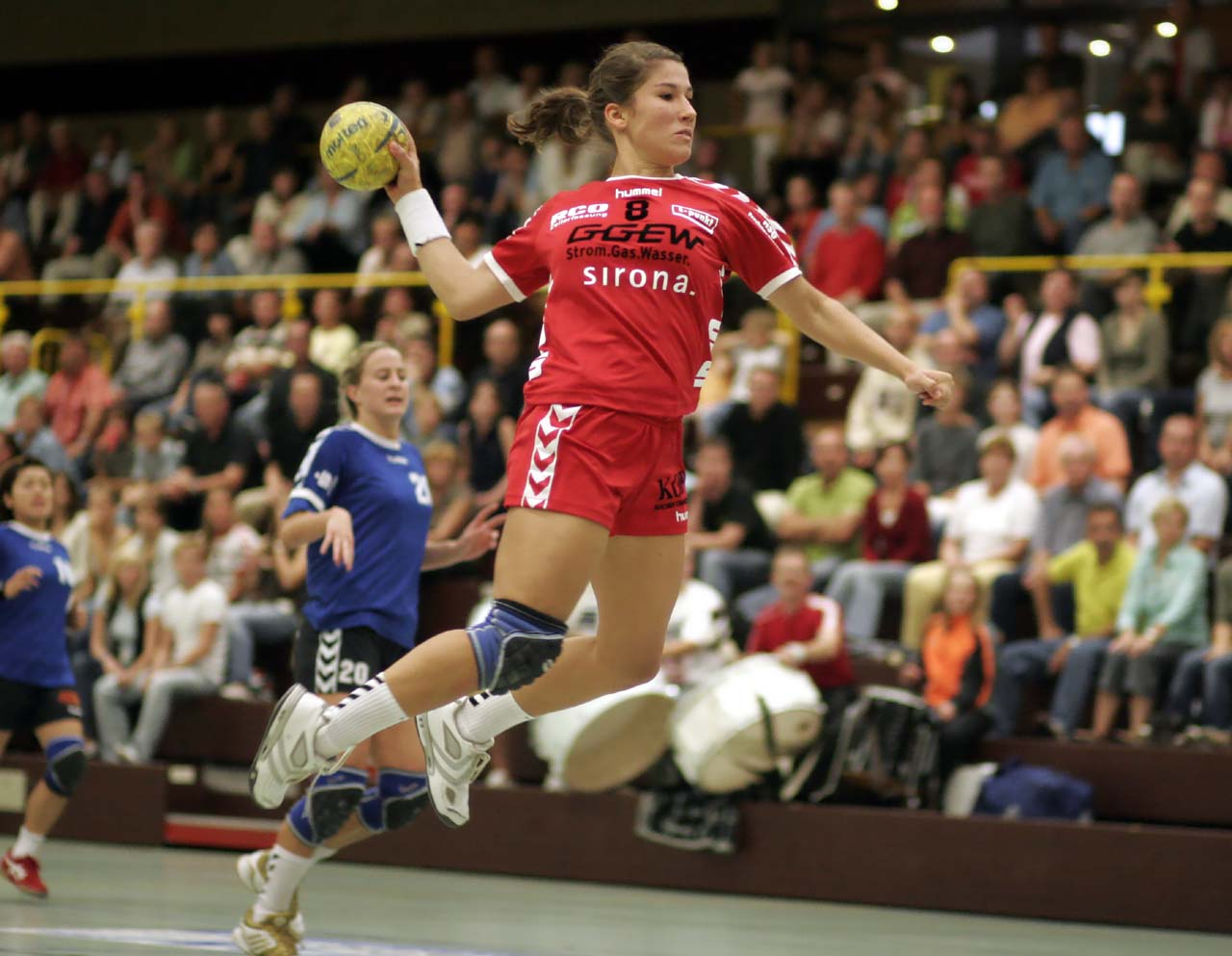
Tir en extension.
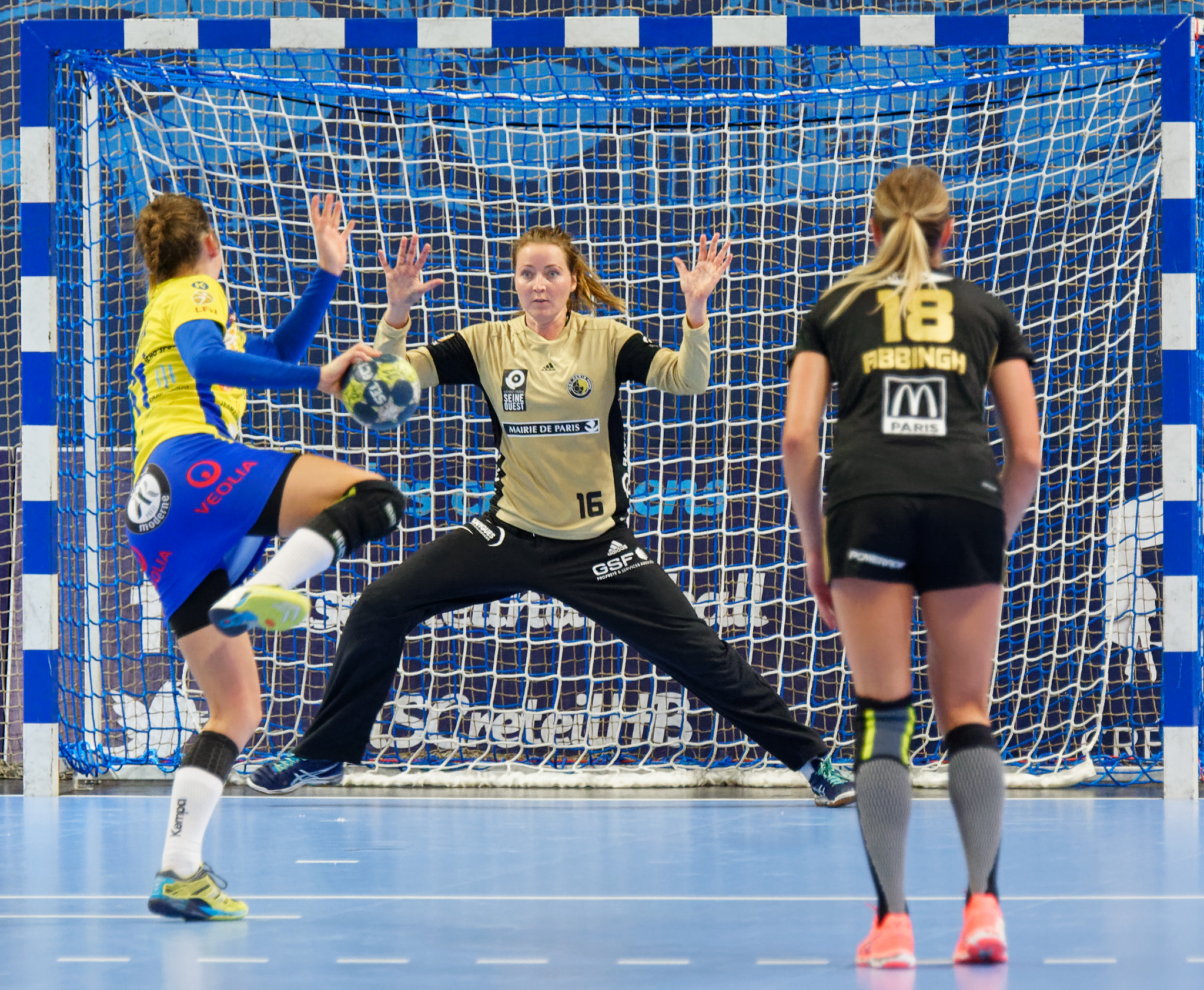
Jet de 7 mètres.

## Vocabulaire spécifique
Le handball possède certains termes spécifiques, :
- le chabala (aussi appelée feuille morte ou chab' par certaines personnes, à distinguer du lob) est un tir où le joueur lève son bras assez haut puis le redescend (pour faire baisser les bras du gardien) tout en faisant passer son poignet sous la balle afin d'en ralentir la vitesse en lui donnant un effet rétro. La balle passe juste au-dessus de la tête du gardien qui, en général, a fermé les yeux par réflexe ;

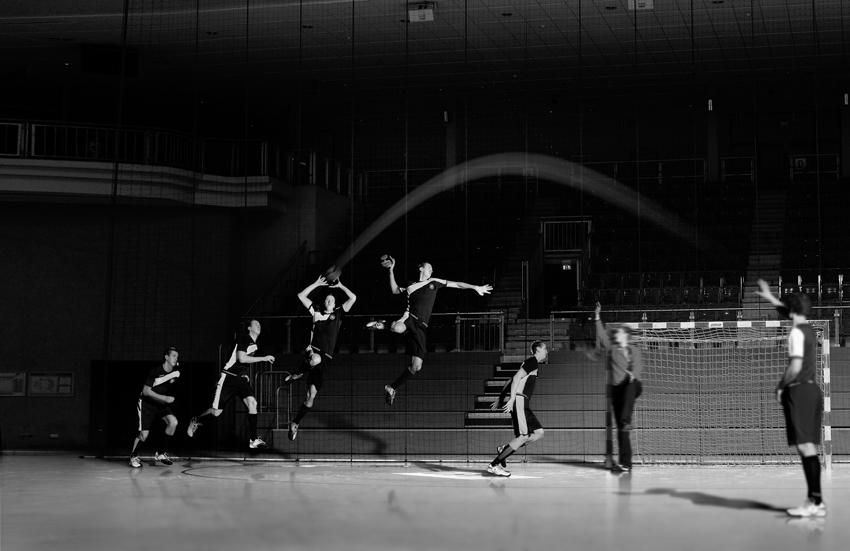
Kung fu démontré par Pascal Hens.

- le kung-fu est une combinaison d'attaque dans laquelle le tireur ayant sauté en l'air au-dessus de la surface de but, reçoit la balle et, dans un même geste, tire en direction du but adverse avant d'être retombé sur le sol (ce qui sinon serait pénalisé). Inventée par l'allemand Bernhard Kempa, cette figure est d'ailleurs aujourd'hui appelé Kempa-Trick (la feinte de Kempa) en allemand alors qu'en français, elle  fait référence à l'art martial du même nom connu pour être acrobatique : le kung fu. Une variante, appelée double kung-fu, consiste à ce qu'un joueur ayant sauté au-dessus de la surface de but reçoive une passe et fasse à son tour une passe à un autre joueur, lui-même ayant sauté au-dessus de la surface de but, afin que ce dernier marque un but. Ce genre de combinaison est très spectaculaire, et peut être considéré comme l'équivalent du alley-oop au basket-ball ;
- la roucoulette est un tir qui consiste à donner à la balle un effet rotatif grâce à un coup de poignet. La balle est alors redirigée vers le but lors du rebond. Ce tir est surtout utilisé par les ailiers pour trouver la faille lorsque le gardien s'est bien positionné pour fermer l'angle. Ce geste technique, qui aurait été inventé dans les années 1980 par le soviétique Alexandre Karchakevitch et le Roumain Maricel Voinea, nécessite une laxité-puissance du poignet extraordinaire pour accroître la rotation du ballon. L'un des maîtres en la matière est le joueur allemand Uwe Gensheimer. L'Espagnol Juanin Garcia et les Français Luc Abalo et Jackson Richardson en sont également des spécialistes ;
- le schwenker est un geste qui permet à l'arrière de se faufiler au travers de la défense pour pouvoir tirer à 6 m. Le joueur part pour effectuer un tir en suspension, mais au moment du tir, il feint le tir, redescend de son saut en posant un dribble au sol puis enchaîne par un nouveau mouvement vers le but en prenant de court la défense qui n'est plus sur ses appuis. La difficulté technique du Schwenker réside dans le rebond entre les deux phases : le ballon doit absolument rebondir avant que le joueur ne retouche le sol, sinon l'arbitre sifflera un marcher. Le geste a été inventé par l'allemand Hinrich Schwenker (de) au handball à onze.
- La yago[30] est une combinaison inventée par Jadwiga Yago Nowak-Folliot lors de ses premières sélections en équipe de France. Elle est initiée par le pivot qui fait un croisé avec l'arrière opposé dans le but de conduire à un décalage de l'ailier.

### Abréviations
Une liste non exhaustive des principales abréviations utilisées dans le handball, notamment pour le nom des clubs, est :
| Abr.  | Signification                         | Langues                       | Traduction                                                                            | Exemples                                                                              |
| ----- | ------------------------------------- | ----------------------------- | ------------------------------------------------------------------------------------- | ------------------------------------------------------------------------------------- |
| IHF   | International Handball Federation     | Anglais                       | Fédération internationale de handball                                                 | -                                                                                     |
| EHF   | European Handball Federation          | Anglais                       | Fédération européenne de handball                                                     | -                                                                                     |
| HB    | Handball                              | Allemand, Français...         | Handball                                                                              | Montpellier HB                                                                        |
| HBC   | HandBall Club                         | Français...                   | Club de handball                                                                      | HBC Nantes                                                                            |
| HC    | Handball Club                         | Allemand, Italien, Roumain... | Club de handball                                                                      | HC Erlangen, Saint-Pétersbourg HC, HC Lada, Initia HC Hasselt                         |
| BM    | Balonmano                             | Espagnol                      | Handball                                                                              | BM Ciudad Real                                                                        |
| CB    | Club Balonmano                        | Espagnol                      | Club de handball                                                                      | CB Ademar León                                                                        |
| PM    | Pallamano                             | Italien                       | Handball                                                                              | PM Trieste                                                                            |
| (D)HC | (Dames) Handbal Club                  | Néerlandais                   | Club de handball (féminin)                                                            | DHC Overpelt, DHC Waasmunster                                                         |
| HK    | Handbold Klub                         | Danois, Norvégien...          | Club de handball                                                                      | Viborg HK, Larvik HK                                                                  |
| HV    | Handbal vereniging                    | Néerlandais, Flamand          | Association de handball                                                               | HV KRAS/Volendam                                                                      |
| KC    | Kézilabda Club                        | Hongrois                      | Club de handball                                                                      | Győri ETO KC                                                                          |
| (Ž)RK | (Ženski) Rukometni Klub               | Serbo-croate                  | Club de handball (féminin)                                                            | RK Zagreb, ŽRK Budućnost Podgorica                                                    |
| (Ž)RK | (Ženski) Rakometen Klub               | Macédonien                    | Club de handball (féminin)                                                            | RK Metalurg Skopje, ŽRK Vardar Skopje                                                 |
| (Ž)RK | Rokometni klub                        | Slovène                       | Club de handball                                                                      | RK Celje, RK Krim                                                                     |
| VAP   | Voie d'Accession au Professionnalisme | Français                      | En France, statut semi-professionnel qui donne le droit d'accéder au niveau supérieur | En France, statut semi-professionnel qui donne le droit d'accéder au niveau supérieur |

## Médias
Les principaux médias spécialisés sur le handball sont :
- (en) ehfTV.com : plateforme TV officielle de la Fédération européenne de handball (EHF) ;
- HandNews.fr : site internet d'information en français ;
- Handzone.net : site internet d'information en français ;
- Hand-planet.com : site internet d'information en français ;
- (en) Handball-planet.com : site internet d'information en anglais ;
- (de) Handball-world.news : site internet d'information en allemand.

## Voir aussi

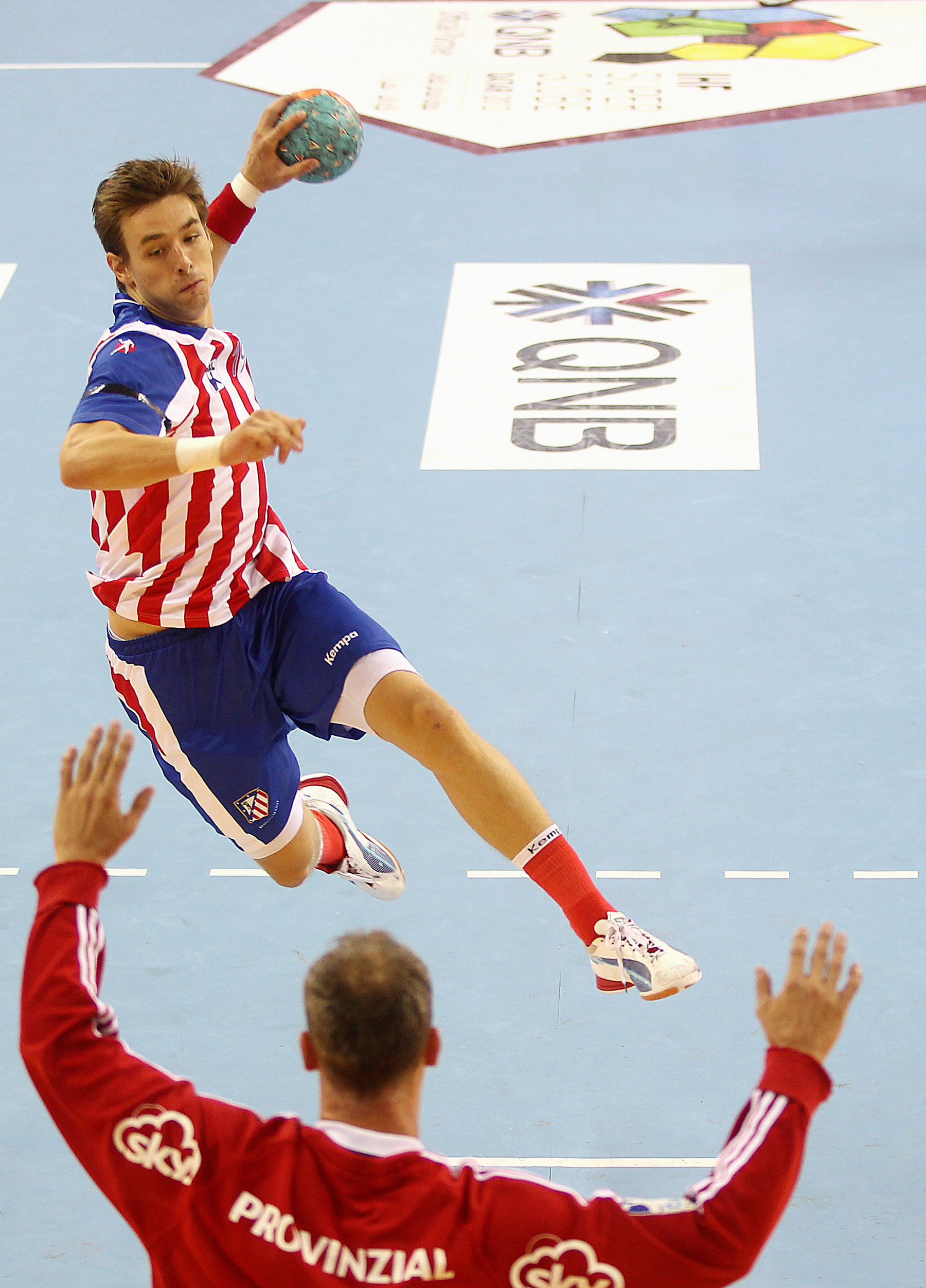
Tir en suspension de Xavier Barachet face à Thierry Omeyer.